# ジャンヌ・ダルク

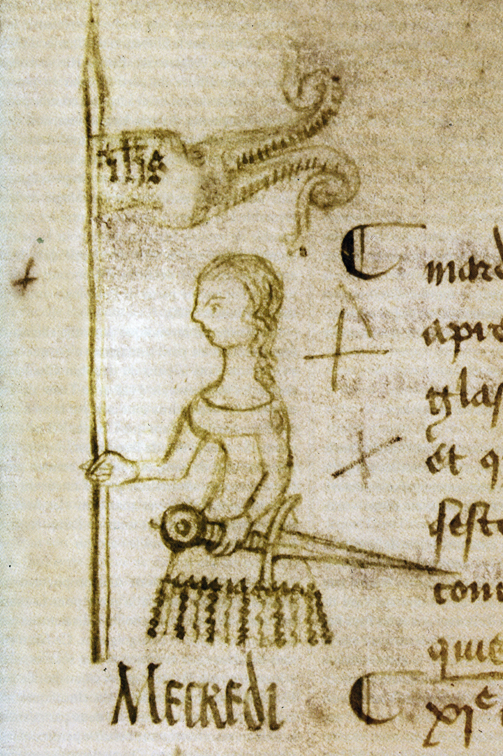
1429年5月10日にパリ、シテ島王宮所属の録事クレマン・ド・フォーカンベルクがジャンヌ・ダルクをイメージして描いたカリカチュア。堀越孝一著、朝日新聞社、ジャンヌ=ダルク、18-20ページ参照。

ジャンヌ・ダルク（フランス語: Jeanne d'Arc、古綴：Jehanne Darc、IPA: [ʒan daʁk]、英: Joan of Arc、ユリウス暦1412年ごろ1月6日 - 1431年5月30日）は、15世紀のフランス王国の軍人。フランスの国民的ヒロインで、カトリック教会における聖人でもある。「オルレアンの乙女」（フランス語: la Pucelle d'Orléans/英: The Maid of Orléans）とも呼ばれる。

## 概要
ジャンヌは現在のフランス東部ドンレミ(現在はドンレミ＝ラ＝ピュセルという街)に、農夫の娘として生まれた。神の啓示を受けたとしてフランス軍に従軍し、イングランドとの百年戦争で重要な戦いに参戦し勝利を収め、各都市をフランスへ取り戻し、のちのフランス王シャルル7世の戴冠を成功させた。
その後ジャンヌはブルゴーニュ公国軍の捕虜となり、身代金と引き換えにイングランドへ引き渡された。イングランドと通じていたボーヴェ司教ピエール・コーションによって「不服従と異端」の疑いで異端審問にかけられ、最終的に異端の判決を受けたジャンヌは、19歳で火刑に処せられてその生涯を終えた。
ジャンヌが死去して25年後に、ローマ教皇カリストゥス3世の命でジャンヌの復権裁判が行われた結果、ジャンヌの無実と殉教が宣言された。その後ジャンヌは1909年に列福、1920年には列聖され、フランスの守護聖人の一人となっている。
ジャンヌは、王太子シャルル（後のシャルル7世）を助けてイングランドに占領されていたフランス領を奪還せよという神の「声」を聞いたとされている。これを信じた王太子は、イングランド軍に包囲されて陥落寸前だったオルレアンへとジャンヌを派遣し、オルレアン解放の任にあたらせた。オルレアンでは古参指揮官たちから冷ややかな態度で迎えられたが、わずか9日間で兵士の士気を高めることに成功したジャンヌは徐々にその名声を高めていった。そしてジャンヌは続く重要ないくつかの戦いの勝利にも貢献し、劣勢を挽回した。結果、王太子はランスでフランス王位に就くことができフランス王シャルル7世となることができた。
フランスを救い、シャルル7世の戴冠に貢献したことから、ジャンヌは西洋史上でも有名な人物の一人となった。ナポレオン1世以降、フランスでは派閥を問わず、多くの政治家たちがジャンヌを崇敬しているといわれる。世界的に著名な作家、映画監督、作曲家たちがジャンヌを主題とした作品を制作している。

## 背景
歴史家ケリー・デヴリーズは、ジャンヌが歴史に登場した時代について「彼女（ジャンヌ）を落胆させるものがあったとしたら、1429年当時のフランスの情勢がまさにそれだったであろう」としている。1337年に勃発した百年戦争は、王位をめぐるフランス国内の混乱に乗じてイングランド王がフランス王位継承権に介入しようとしたことが発端だった。ほとんどすべての戦いがフランス国内で行われ、イングランド軍の焦土作戦によってフランス経済は壊滅的な打撃を受けていた。また当時のフランスは黒死病によって人口が減っており、さらに対外貿易も途絶えて外貨が入ってこない状況に置かれていた。ジャンヌが歴史に登場したのは、フランス軍が数十年間にわたって大きな戦いに勝利しておらず、イングランドがフランスをほぼ掌中に収めかけていた時期だった。デヴリーズは当時の「フランス王国にはその前身だった13世紀の（カペー朝の）面影すらなかった」と記している。
ジャンヌが生まれた1412年ごろのフランス王はシャルル6世だったが、精神障害に悩まされており、国内統治がほとんど不可能な状態だった。王不在ともいえるこのような不安定な情勢下で、シャルル6世の弟のオルレアン公ルイと、従兄弟のブルゴーニュ公ジャン1世（無怖公）がフランス摂政の座と王子たちの養育権をめぐって激しく対立した。そして1407年にオルレアン公が無怖公の配下に暗殺されたことで、フランス国内の緊張は一気に高まった。
オルレアン公と無怖公を支持する派閥は、それぞれアルマニャック派とブルゴーニュ派と呼ばれるようになっていった。イングランド王ヘンリー5世は、このフランス国内の混乱を好機ととらえてフランスへと侵攻した。イングランド軍は1415年のアジャンクールの戦いで大勝し、フランス北部の多くの都市をその支配下に置くに至る。そしてのちにフランス王位に就くシャルル7世は、4人の兄が相次いで死去したために14歳のときから王太子と目されていた。
王太子が果たした最初の重要な公式活動は、1419年にブルゴーニュとの間に和平条約を締結しようとしたことである。しかしながら王太子が安全を保証した会合の席で、無怖公はアルマニャック派の支持者たちに殺害されてしまう。無怖公の後を継いでブルゴーニュ公となった息子のフィリップ3世（善良公）は王太子を激しく非難し、フランスとの和平条約締結を白紙に戻してイングランドと同盟を結んだ。そしてイングランドとブルゴーニュの連合軍は、多くのフランス領土をその支配下に置いていった。
1420年にシャルル6世妃イザボーは、シャルル6世が死去したあとのフランス王位を王太子ではなく、イングランド王ヘンリー5世とその後継者に譲るという内容のトロワ条約にサインした。この条約の締結は、王太子がシャルル6世の子ではなく、イザボーと王弟オルレアン公ルイの不倫の関係によって生まれた子であるという噂を再燃させることになった。ヘンリー5世は1422年8月に、シャルル6世も2か月後の10月に相次いで死去し、ヘンリー5世の嫡子ヘンリー6世がイングランド王位とトロワ条約に則ってフランス王位を継承した。ただし、ヘンリー6世はまだ1歳にも満たない乳児だったために、ヘンリー5世の弟ベッドフォード公ジョンが摂政として国政を司った。
1429年の初めごろにはフランス北部のほぼすべてと、フランス南西部のいくつかの都市がフランスの手を離れていた。ブルゴーニュはフランス王室と関係が深いランスを支配下に置いた。ランスは歴代フランス王が戴冠式を行った場所であり、フランスがこの都市を失った意味は大きかった。パリとルーアンを占領したイングランド軍は、王家に忠誠を誓う数少なくなった都市であるオルレアンを包囲した（オルレアン包囲戦）。ロワール川沿いに位置し戦略上の要衝地でもあったオルレアンは、フランス中心部への侵攻を防ぐ最後の砦であり「オルレアンの趨勢が全フランスの運命を握っていた」のである。そしてオルレアンが陥落するのも時間の問題だとみなされていた。

## ジャンヌの生涯

### 生い立ち

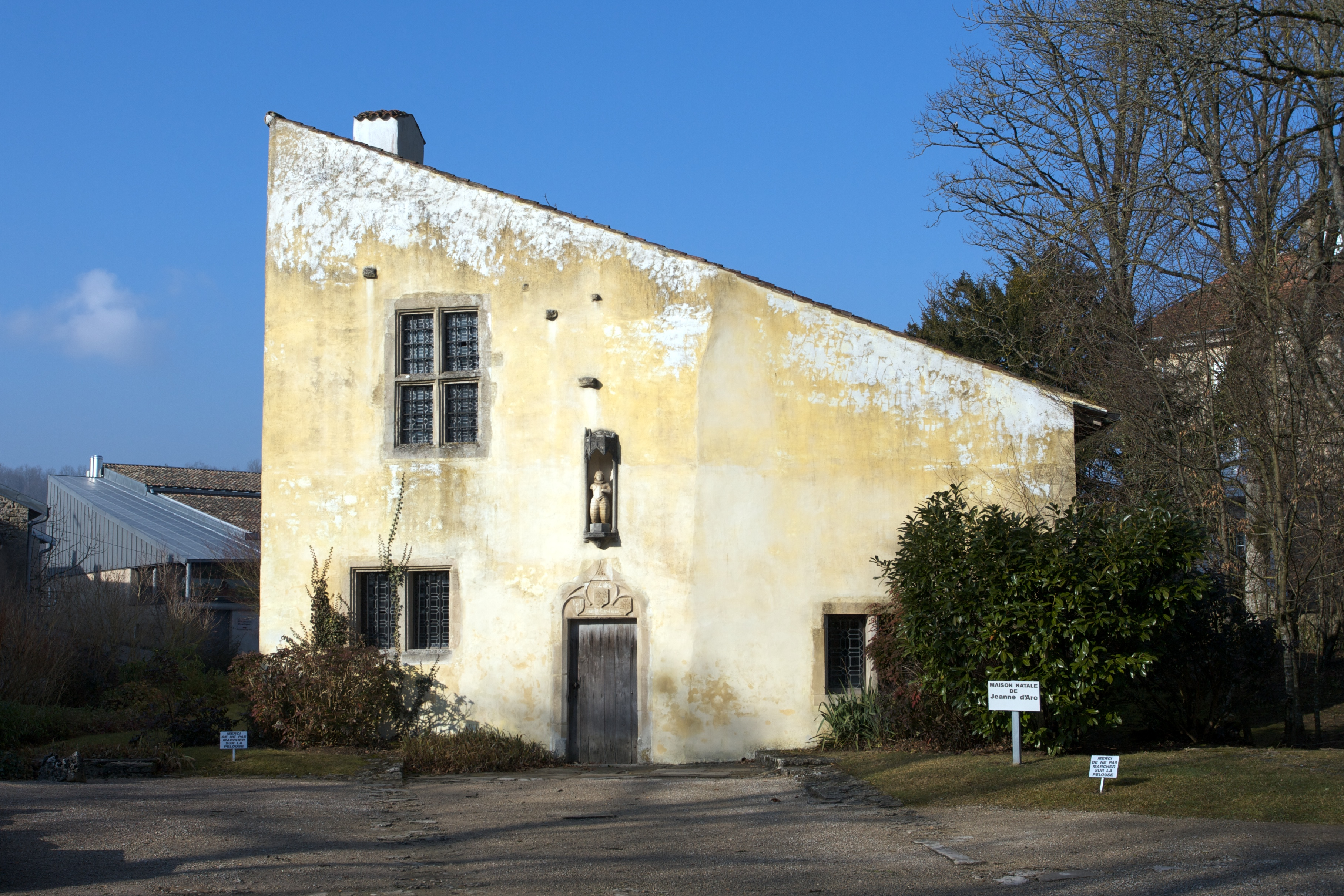
ジャンヌの生誕地は現在は記念館になっている。画面右の樹木の後ろに見えるのが、少女期のジャンヌがミサに通った教会である。

ジャンヌはジャック・ダルクとイザベル・ロメの娘として生まれた。父ジャック・ダルク（1380年 - 1440年）がロメと呼ばれていたイザベル・ヴトン（1377年 - 1458年11月28日）と結婚したのは1405年のことで、2人の間にはジャックマン、ジャン、ピエール、ジャンヌ、カトリーヌの5人の子が生まれている。
ジャンヌが生まれたのはバル公領の村ドンレミで、当時のバル公領は、マース川西部がフランス領、マース川東部が神聖ローマ帝国領で、ドンレミはマース川西部のフランス領に属していた。バル公領はのちにロレーヌ公国に併合され、ドンレミはジャンヌの別称である「オルレアンの乙女（ラ・ピュセル・ドルレアン（la Pucelle d'Orléans）」にちなんでドンレミ＝ラ＝ピュセルと改名されている。
ジャンヌの両親は20ヘクタールほどの土地を所有しており、父ジャックは農業を営むとともに、租税徴収係と村の自警団団長も兼ねていた。当時のドンレミはフランス東部の辺鄙な小村で、周囲をブルゴーニュ公領に囲まれてはいたが、フランス王家への素朴な忠誠心を持った村だった。ジャンヌが幼少のころにドンレミも何度か襲撃に遭い、焼き払われたこともあった。

### 神の声を聴く
のちにジャンヌは異端審問の場で自分は19歳くらいだと発言しており、この言葉の通りであればジャンヌは1412年頃に生まれたことになる。さらにジャンヌが初めて「神の声」を聴いたのは12歳(1424年)くらいの時だったと証言している。このとき一人で屋外を歩いていたジャンヌは、大天使ミカエル、アレクサンドリアのカタリナ、アンティオキアのマルガリタの姿を幻視し、イングランド軍を駆逐して王太子シャルルをランスへと連れていきフランス王位に就かしめよという「声」を聴いたという。聖人たちの姿はこの上なく美しく、3名が消えたあとにジャンヌは泣き崩れたと語っている。
1428年、ジャンヌは16歳のときに親類のデュラン・ラソワに頼み込んでヴォクルール（現在のムーズ県）へと赴き、当地の守備隊隊長でありバル公の後継者ルネ・ダンジューの顧問官でもあったロベール・ド・ボードリクール伯にシノンの仮王宮を訪れる許可を願い出た。ボードリクールはジャンヌを嘲笑をもって追い返したが、ジャンヌの決心が揺らぐことはなかった。翌1429年1月に再びヴォークルールを訪れたジャンヌは、ジャン・ド・メスとベルトラン・ド・プーランジという2人の貴族の知己を得た。この2人の助けでボードリクールに再会したジャンヌは、オルレアン近郊でのニシンの戦いでフランス軍が敗北するという驚くべき結果を予言した。

### 歴史への登場

1415年-1429年
イングランド王ヘンリー6世の支配下
ブルゴーニュ公フィリップ3世の支配下
フランス王太子シャルル7世の支配下
主戦場
1415年のイングランド軍侵攻路
ドンレミからシノンに至るジャンヌの進路
1429年のランスに至るジャンヌの進路

ボードリクールは、ニシンの戦いに関するジャンヌの予言が的中したことを前線からの報告で聞き、協力者を連れてのジャンヌのシノン訪問を許可した。ジャンヌは男装し、敵であるブルゴーニュ公国の占領地を通りながらシャルル7世の王宮があるシノンへと向かった。シノンの王宮に到着してまもないジャンヌと余人を払って面会したシャルル7世は、ジャンヌから強い印象を受けた。
当時、シャルル7世の妃マリーとルネの母でアンジュー公ルイ2世妃のヨランド・ダラゴンが、オルレアンへの派兵軍を資金的に援助していた。ジャンヌは派兵軍との同行と騎士の軍装の着用をヨランドに願い出て許された。ジャンヌは甲冑、馬、剣、旗印などの軍装と、ジャンヌの協力者たちの軍備一式を寄付によって調達することに成功した。フランス王族がジャンヌに示した多大なる厚遇について、歴史家スティーヴン・リッチーは「崩壊寸前のフランス王国にとって、ジャンヌが唯一の希望に思えたからだろう」としている。
神の声を聴いたと公言するジャンヌの登場は、長年にわたるイングランドとフランスとの戦いに宗教戦争的な意味合いを帯びさせ始めた。しかしながら、ジャンヌの存在は大きな危険をもはらんでいた。シャルル7世の顧問たちは、ジャンヌの宗教的正当性が疑問の余地なく立証されたわけではなく、ジャンヌが異教の魔女でありシャルル7世の王国は悪魔からの賜物だと告発されかねないことに危機感を抱いた。
ジャンヌを異端とみなす可能性を否定してその高潔性を証明するために、シャルル7世はジャンヌの身元調査の審議会と、ポワチエでの教理問答を命じた。そして1429年4月にジャンヌの審議にあたった委員会は、ジャンヌの「高潔な暮らしぶり、謙遜、誠実、純真な心映えのよきキリスト教徒であることを宣言」した。一方で教理問答に携わったポワチエの神学者たちは、ジャンヌが神からの啓示を受けたかどうかは判断できないとした。ただし、ジャンヌの役割の聖性を創りあげるに足る「有利な憶測」をシャルル7世に伝えた。
これらの結果だけでシャルル7世にとって十分なものだったが、顧問たちはジャンヌを王宮に呼び戻してシャルル7世自らがジャンヌの正当性を正式に認める義務があるとし「証拠もなく彼女（ジャンヌ）が異端であると疑い、無視するのは聖霊の否定であり、神の御助けを拒絶するも同然」だと主張した。ジャンヌの主張が真実であると認定されたことは、オルレアン派遣軍の士気を大いに高めることにつながった。3月22日、ジャンヌはシャルル7世が派遣したジャン・エローに依頼してオルレアンのイングランド軍指揮官（サフォーク伯ウィリアム・ド・ラ・ポール、ジョン・タルボット、トーマス・スケールズなど）に向けた降伏勧告文を口述筆記させた（実際に書簡が送られたのは4月24日から27日の間）。
イングランド軍が包囲していたオルレアンにジャンヌがラ・イル、ジル・ド・レらとともに到着したのは1429年4月29日だった。当時オルレアン公シャルルはイングランドの捕虜となっており、異母弟ジャン・ド・デュノワがオルレアン公家の筆頭としてオルレアンを包囲するイングランドに対する攻略軍を率いていた。当初デュノワはジャンヌが作戦会議へ参加することを認めず、交戦の状況もジャンヌに知らせようとはしなかった。しかしながら、このようなデュノワの妨害を無視して、ジャンヌは多くの作戦会議に出席し、戦いにも参加するようになった。
ジャンヌに軍事指揮官としての能力があったかどうかは歴史的な論争になっている。エドゥアール・ペロワのような伝統的保守的な歴史家たちは、ジャンヌは旗手として戦いに参加し、兵士の士気を鼓舞する役割を果たしたとしている。この説は、ジャンヌが剣を振るうよりも旗を持つことを選んだと、のちの異端審問の場で証言したとされていることを根拠としている。この説に対し、異端審問の無効性を重視する立場の現代の研究者は、ジャンヌが優れた戦術家で、卓越した戦略家として軍の指揮官たちから尊敬されていたと主張している。スティーヴン・リッチーもジャンヌが優れた指揮官だったとしている研究者で「彼女（ジャンヌ）がフランス軍を率い、その後の戦いに奇跡的な勝利をおさめ続けて戦争の趨勢を完全に逆転した」としている。ただし、どちらの説をとる研究者でも、ジャンヌが従軍していたときのフランス軍が快進撃を続けたという点では一致している。

### ジャンヌの軍事指揮能力
ジャンヌはそれまでフランス軍の指揮官たちが採用していた消極的な作戦を一新した。ジャンヌが参戦するまでのオルレアン包囲戦では、オルレアン守備軍が積極策を試みたのはわずかに一度だけであり、この作戦は大失敗に終わっていた。
ジャンヌのオルレアン到着後の5月4日にフランス軍が攻勢に出て、オルレアン郊外で東のサン・ルー要塞を攻略し、5月5日にはジャンヌが軍を率いて、放棄されていた南のサン・ジャン・ル・ブラン要塞を占拠した。翌日に開かれた作戦会議でジャンヌはデュノワの慎重策に反対し、イングランド軍へのさらなる攻撃を主張している。デュノワはこれ以上の戦線拡大を防ぐために、攻略軍が布陣する市街の城門閉鎖を命令したが、ジャンヌは市民と兵卒たちを呼び集め、当地の行政責任者に城門を開けさせるように働きかけることを命じた。結局ジャンヌはある一人の大尉の手引きでこの市街を抜け出し、サン・オーギュスタン要塞の攻略に成功している。
この夜に、ジャンヌは自身が参加していなかった作戦会議で、援軍が到着するまでこれ以上の軍事行動を見合わせることが決められたことを知った。しかしながらジャンヌはこの決定を無視し、5月7日にイングランド軍主力の拠点である「レ・トゥレル」への攻撃を主張した。ジャンヌと行動をともにしていた兵士たちは、ジャンヌが首に矢傷を負ったにもかかわらず戦列に復帰して最終攻撃の指揮を執るのを目の当たりにしてから、ジャンヌのことを戦の英雄だと認識していった。
オルレアンでの劇的な勝利が、さらなるフランス軍の攻勢の発端となった。イングランド軍はパリの再占領かノルマンディー攻略を目指していた。予想以上の勝利をあげた直後、ジャンヌはシャルル7世を説き伏せて、自身をアランソン公ジャン2世の副官の地位につけることと、ランスへと通じるロワール川沿いの橋を占拠して、シャルル7世のランスでの戴冠の幕開けとするという作戦に対する勅命を得た。しかしながらランスへの進軍は、ランスまでの道程がパリへの道程のおよそ2倍であることと、当時のランスがイングランド占領地の中心部にあったことから無謀ともいえる作戦の提案だった。
イングランド軍に勝利してオルレアンを解放したフランス軍は、6月12日にジャルジョーの戦い、6月15日にモン＝シュル＝ロワールの戦い、6月17日にボージャンシーの戦いと、イングランド軍に占領されていた領土を次々と取り戻していった。ジャンヌの上官ジャン2世は、ジャンヌが立案するあらゆる作戦をすべて承認した。そして当初はジャンヌを冷遇していた指揮官であるデュノワたちもジャンヌのオルレアンでの戦功を認め、ジャンヌの支持者となっていった。ジャン2世はジョルジョー解放戦で、間近で起こる砲撃を予見して自身の生命を救ったジャンヌを高く評価していた。このジョルジョー解放戦では、攻城梯子を登っていたジャンヌの冑に投石器から発射された石弾が命中して、梯子から転落しそうになったこともあった。
戦役中、フランス軍に続々と援軍に加わる将官が現れ、ギー14世・ド・ラヴァルとアンドレ・ド・ラヴァルの兄弟やアルテュール・ド・リッシュモンなどが参加した。リッシュモンは宮廷で疎まれ遠ざけられていたため、復帰を阻止したいシャルル7世と側近の命令がジャンヌらに届けられていた。しかし、他の武将たちはリッシュモンの力量を買っていたためジャンヌに彼と協力することを説得、受け入れたジャンヌもリッシュモンと会見して協力を誓った。
6月18日にジョン・ファストルフ卿が率いる援軍が加わったイングランド軍と、フランス軍との間にパテーの戦いの戦端が開かれた。フランス軍が大勝したこのパテーの戦いとイングランド軍が大勝した1415年のアジャンクールの戦いとは比較されることがある。パテーの戦いではリッシュモンの指揮のもと、ラ・イルとジャン・ポトン・ド・ザントライユらフランス軍前衛が、イングランド軍が誇る長弓部隊の準備が整う前に攻撃を開始した。これによりイングランド軍は総崩れとなり、イングランド軍主力も壊滅的被害を受けて多くの指揮官が戦死あるいは捕虜となった。ファストルフはわずかな護衛とともに戦場を離脱したが、のちにこの屈辱的な敗戦の責めを負わされている。一方でこのパテーの戦いでフランス軍が被った被害は最小限に留まった。
フランス軍は6月29日にジアン＝シュール＝ロワールからランスへ向けて進軍を開始し、7月3日にはオセールを占領していたブルゴーニュ公国軍が条件つき降伏を申し出ている。ランスへの進軍路にあった各都市も抵抗せずにフランスに忠誠を誓い、シャルル7世はフランスの領土を回復していった。シャルル7世のフランス王位継承権を剥奪する条約が締結されたトロワも、4日間の包囲の末に戦わずして降伏した。また、トロワに近づいたころのフランス軍が抱えていた問題は食糧の補給不足だった。この問題の解決に貢献したのはトロワで世界の終末を説いていたブラザー・リチャードという巡礼修道士で、リチャードは成長の早い豆類を栽培してフランス軍に給するよう、トロワ市民たちを説得することに成功した。そして豆が食べられるようになったころに、食料不足に悩んでいたフランス軍がトロワに到着したのである。
ランスは7月16日にフランス軍に城門を開き、シャルル7世の戴冠式が翌17日の朝に執り行われた。ジャンヌとジャン2世はパリへと進軍することを主張したが、シャルル7世たちはブルゴーニュ公国との和平条約締結の交渉を優先しようとした。しかしながらブルゴーニュ公フィリップ3世（善良公）は和平交渉を反故にし、短絡的な作戦ではあるが、パリの守りを固めるためにイングランド軍に援軍を送った。ブルゴーニュ公国との和平交渉に失敗したフランスはパリへ兵を進めることを決め、進軍途上の都市を平和裏に陥落させながらパリ近郊に迫った。
イングランド軍の司令官ベッドフォード公ジョンが率いるイングランド軍とフランス軍が対峙したのは8月15日で、戦線はそのまま膠着状態となった。フランス軍がパリへ攻撃を開始したのは9月8日である（パリ包囲戦）。この戦いでジャンヌは石弓の矢が当たって脚を負傷したが、最後まで戦場に残って軍の指揮を直接執り続けた。しかしながらジャンヌは9月9日の朝に、ギュイーヌ伯ジョルジュ・ド・ラ・トレモイユの意を汲んだシャルル7世からの撤退命令を受けた。多くの歴史家が、シャルル7世の寵臣で宮廷侍従長だったラ・トレモイユがシャルル7世戴冠後に犯した政治的失策を非難している。10月にジャンヌはサン＝ピエール＝ル＝ムイエ包囲戦で軍に復帰した。続いて11月から12月のラ＝シャリテ＝シュール＝ロワール包囲戦にも従軍したがこの包囲戦は失敗している。そして、12月29日にジャンヌとその家族は貴族に叙せられた。

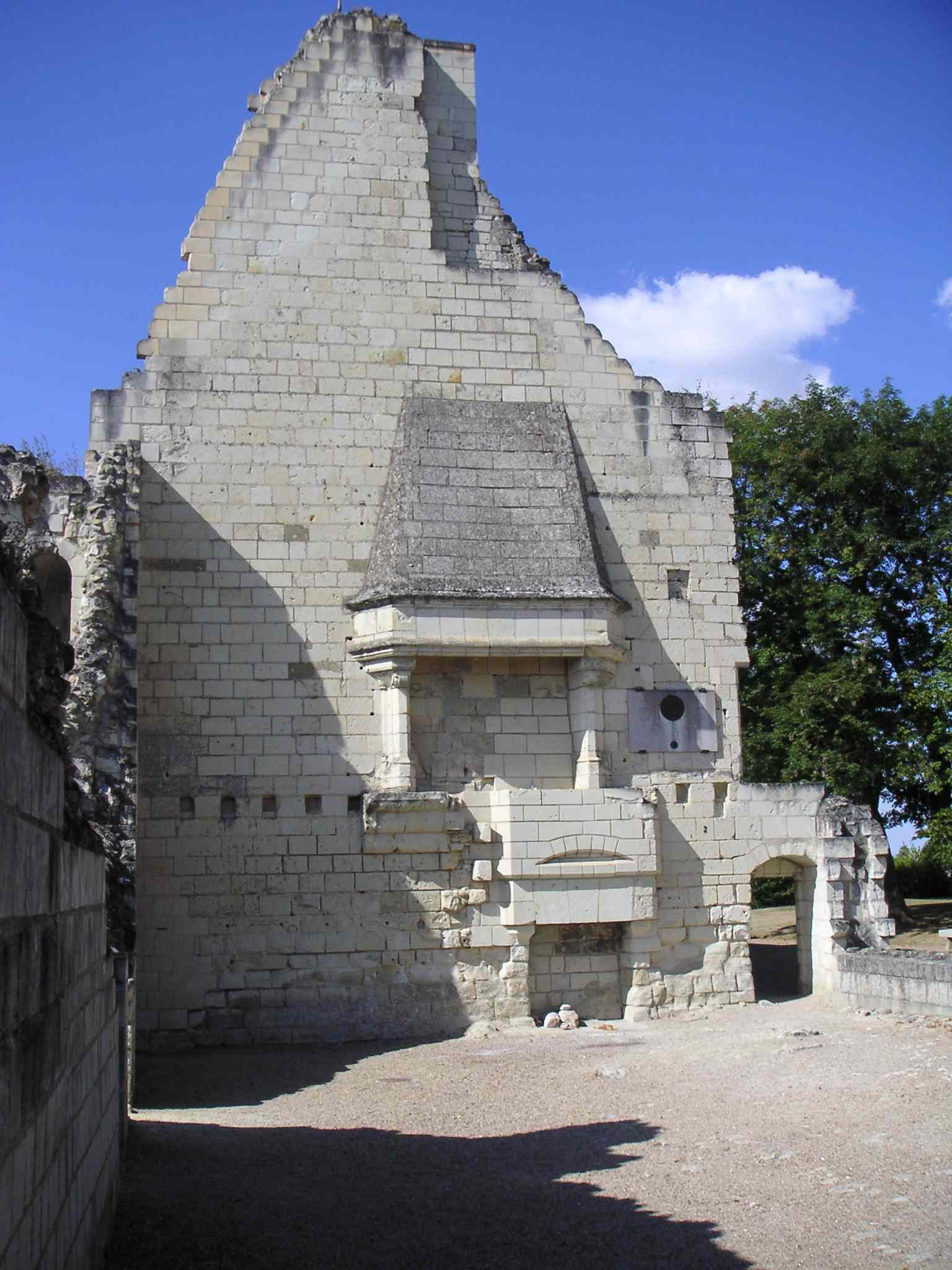
ジャンヌと王太子シャルル7世が出会ったシノン城の大広間跡。シノン城で唯一現存している塔がジャンヌの記念博物館になっている。
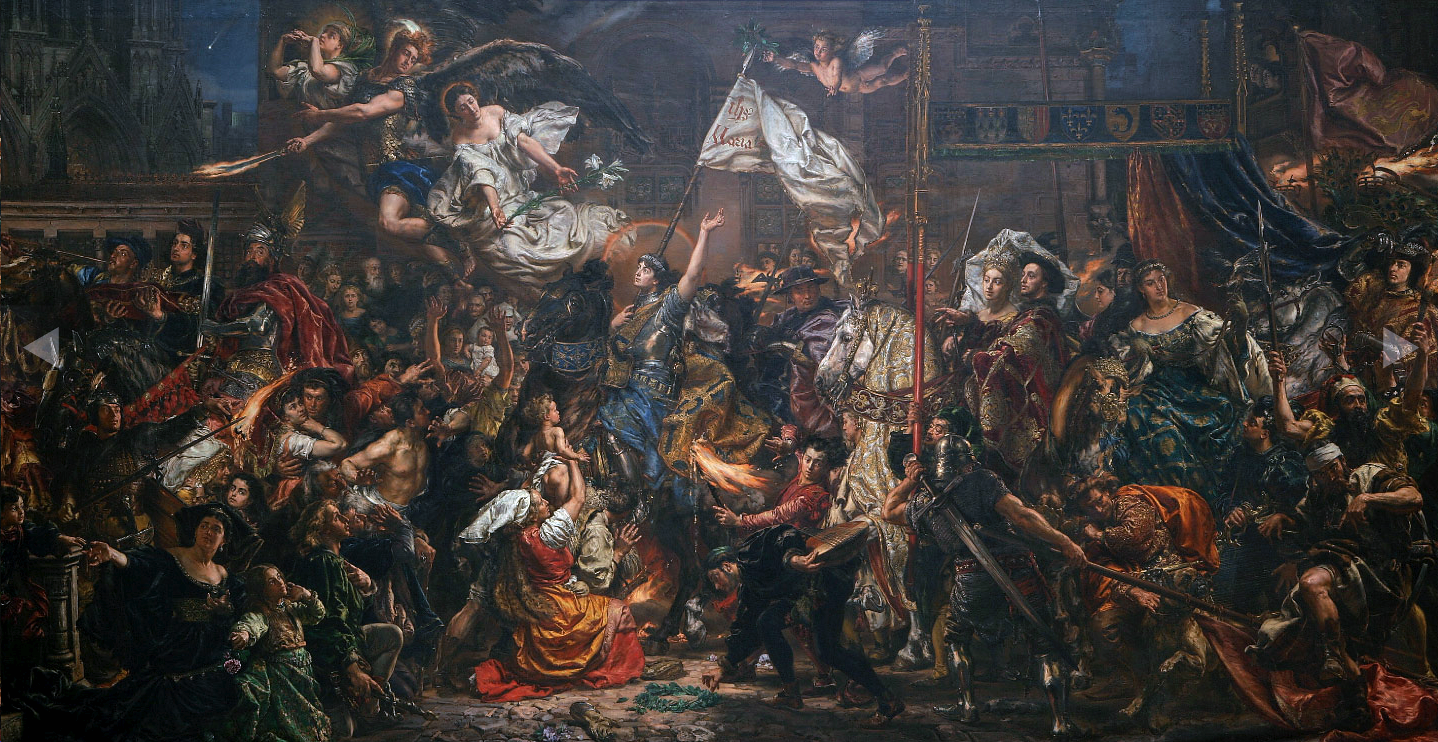
ヤン・マテイコが描いた、1429年のジャンヌのランス進駐。
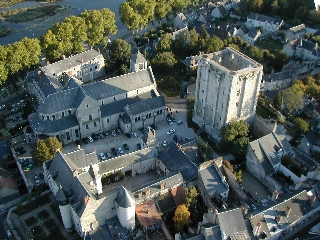
ジャンヌの戦場となった現存する数少ない城塞ボージャンシー城（英語版）。フランス軍が都市の城壁を打ち破ると、イギリス軍は画面右上に見える塔に立て篭もった。
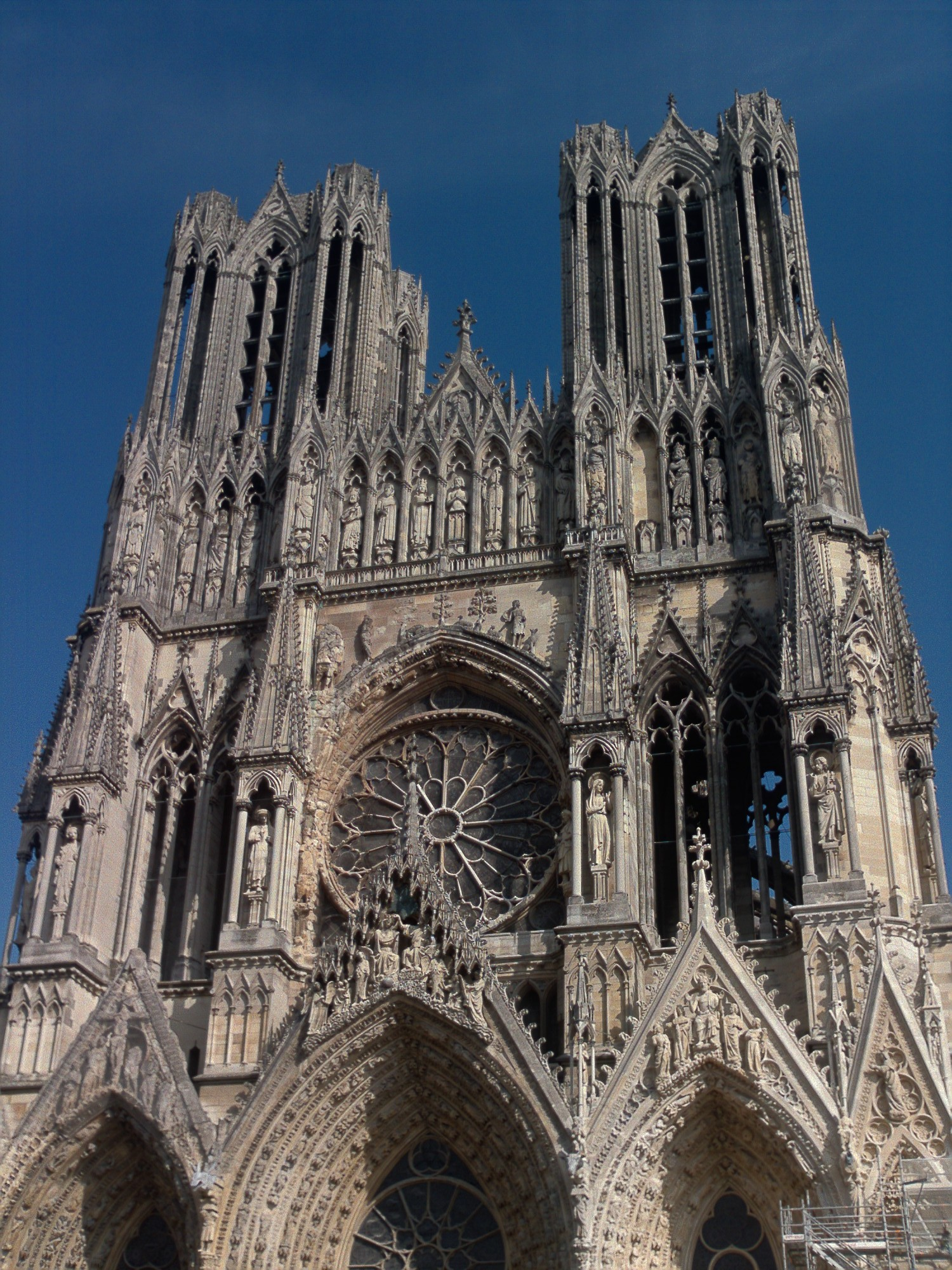
歴代フランス王が戴冠式を挙行したランスのノートルダム大聖堂。1481年に火災に遭っており、現在見られる尖塔は火災後に増築されたもの。
ドミニク・アングルが1854年に描いた『シャルル7世戴冠式のジャンヌ・ダルク』（ルーヴル美術館、パリ）。長い髪、スカートなど、ジャンヌの女性らしさをより強調した作風となっている。

### 捕縛

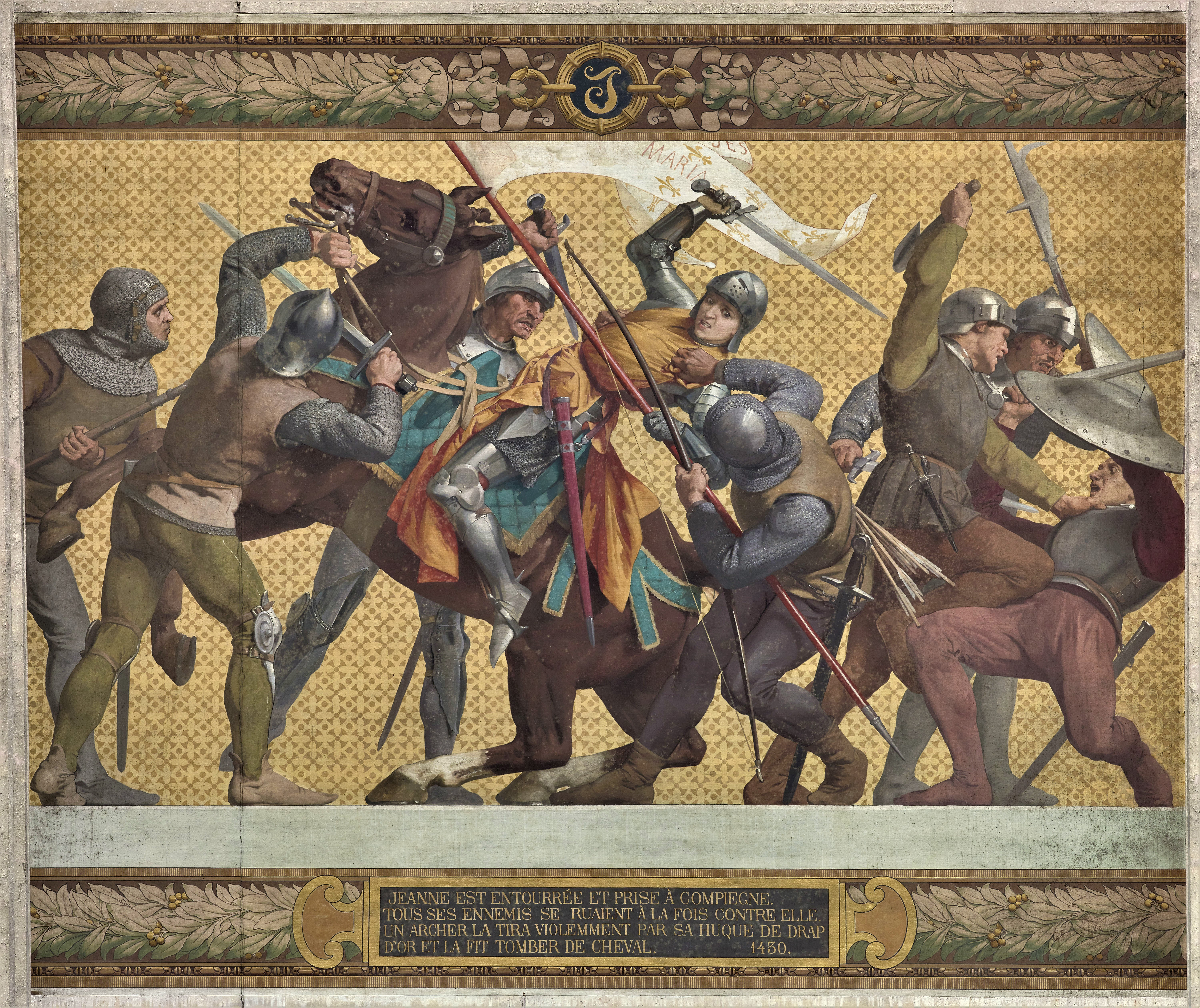
コンピエーニュでブルゴーニュ公国軍に捕らえられるジャンヌ。パリのパンテオンの壁画。

フランスとイングランドとの間で休戦協定が結ばれ、その後の数か月の間ジャンヌにはほとんどすることがなかった。1430年3月23日にジャンヌは、カトリックの分派フス派への書簡を書き取らせた。フス派はカトリック教会の教義の多くを否定し、異端として迫害されていた改革派だった。ジャンヌの書簡には「あなたたちの妄執と馬鹿げた妄信はお止めなさい。異端を捨てるか生命を捨てるかのどちらかです」と書かれていた。
フランスとイングランドとの休戦協定は間もなく失効、ジャンヌは5月にコンピエーニュ包囲戦の援軍としてコンピエーニュへ向かった。1430年5月23日にジャンヌが率いる軍がマルニーに陣取っていたブルゴーニュ公国軍を攻撃し、この短時間の戦いでジャンヌはブルゴーニュ公国軍の部将リニー伯ジャン2世の捕虜となってしまう。ブルゴーニュ公国軍に6,000人の援軍が到着したことから、ジャンヌは兵士たちにコンピエーニュ城塞近くへの撤退を命じ、自身はしんがりとなってこの場所で戦いぬく決心をした。しかしながらブルゴーニュ公国軍はジャンヌの退路を断ち、ジャンヌは一筋の矢を受けて馬から転がり落ちつつも、最後まで戦いを諦めなかった。
当時は敵の手に落ちた捕虜の身内が身代金を支払って、身柄の引き渡しを要求するのが普通だったが、ジャンヌの場合は異例の経過をたどることになった。多くの歴史家が、シャルル7世がジャンヌの身柄引き渡しに介入せず見殺しにしたことを非難している。イギリスとの和平の邪魔になることを恐れたシャルル7世自身がジャンヌの復権を嫌ったという見方が有力で、母国フランスから見捨てられたも同然だったジャンヌは、幾度か脱走を試みている。ブルゴーニュ公領のアラスに移送されたときには、監禁されていたヴェルマンドワの塔から21メートル下の堀へと飛び降りたこともあった。
水面下ではイングランドとブルゴーニュ公フィリップ3世および配下のリニー伯が交渉を行い、イングランドのシンパだったフランス人司教ピエール・コーションがイングランドの要人ベッドフォード公とウィンチェスター司教ヘンリー・ボーフォート枢機卿と相談、最終的にイングランドがリニー伯に身代金を支払ってジャンヌの身柄を引き取った。そしてコーションがこれら一連の交渉ごとと、その後のジャンヌの異端審問に重要な役割を果たすことになる。

### 異端審問

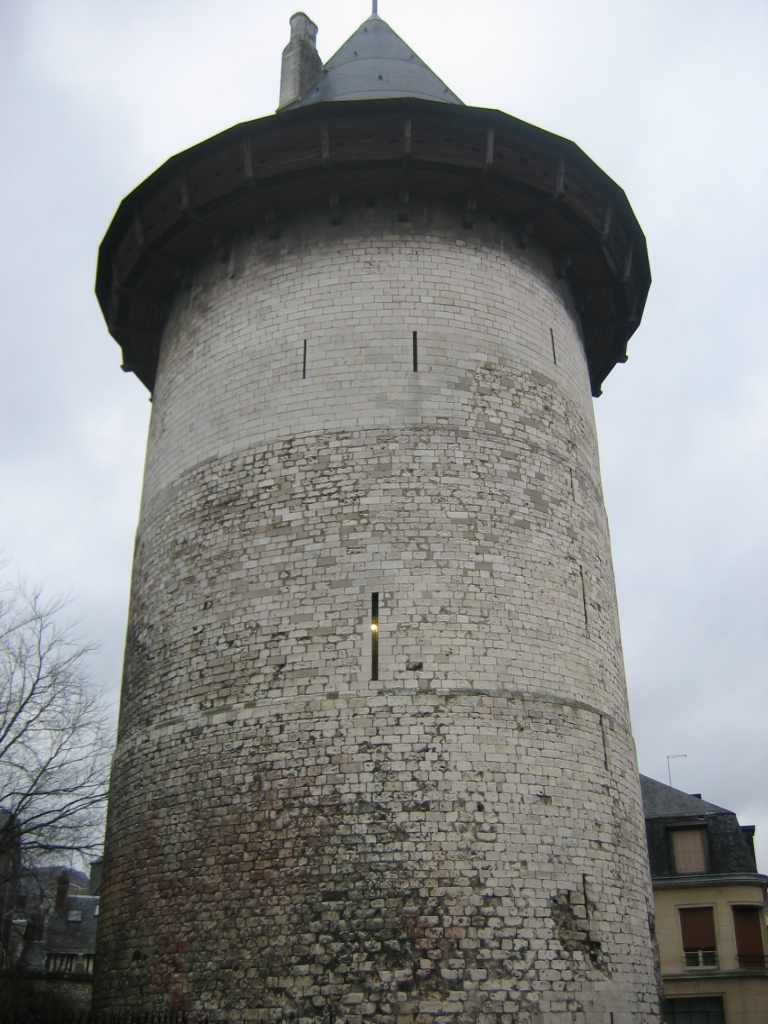
異端審問裁判期間にジャンヌが監禁されていたルーアン城の塔。後に「ジャンヌ・ダルクの塔」として知られるようになった。

ジャンヌへの異端審問は政治的思惑を背景としていた。ベッドフォード公は、甥のイングランド王ヘンリー6世の名代としてシャルル7世のフランス王位継承に異議を唱えた。ジャンヌはシャルル7世の戴冠に力を貸した人物であり、これはトロワ条約に則ったフランス王位継承の正当性を揺るがす行為だったと激しく糾弾していたのである。そして1431年1月9日に、イギリスの占領統治府が置かれていたルーアンで、ジャンヌの異端審問裁判が開始された。しかしながら一連の訴訟手続きは異例尽くめなものだった。

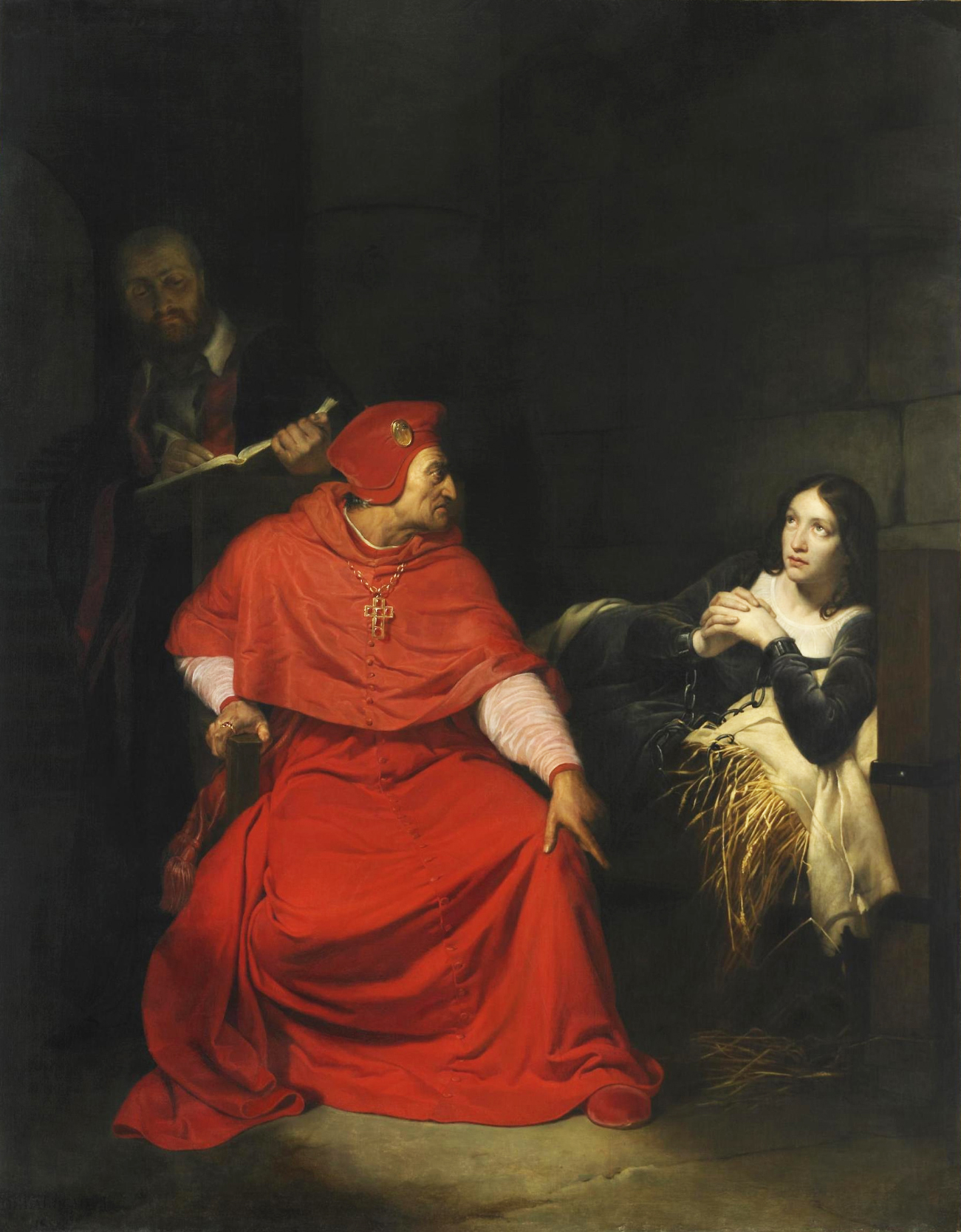
ポール・ドラローシュが1824年に描いた『ウィンチェスター枢機卿の尋問を受ける独房のジャンヌ・ダルク』（ルーアン美術館、ルーアン）。

ジャンヌの裁判における大きな問題点として、審理を主導した司教コーションが当時の教会法に従えばジャンヌの裁判への司法権を有していなかったことがあげられる。コーションの審理は、この裁判を開いたイングランドの意向に完全に沿ったものだった。ジャンヌに対する証言の吟味を委任された教会公証人のニコラ・バイイも、ジャンヌを有罪とするに足る証言、証拠を見つけることができなかった。物的証拠も法廷を維持する法的根拠もないままに、ジャンヌの異端審問裁判は開始されたといえる。
さらに教会法で認められていた弁護士をつける権利さえもジャンヌには与えられなかった。公開裁判となった初回の審議でジャンヌは、出席者が自身に敵対する立場（親イングランド、ブルゴーニュ）の者ばかりであり、「親フランスの聖職者」も法廷に出席すべきだと主張した。
この法廷の裁判記録にはジャンヌの驚くべき思考力が記録されている。もっとも有名なものは「神の恩寵を受けていたことを認識していたか」と尋問されたときの返答である。
この尋問はジャンヌに仕掛けられた神学的陥穽だった。教会の教理では神の恩寵は人間が認識できるものではないとされていた。ジャンヌが尋問に対して肯定していれば自身に異端宣告をしたことになり、否定していれば自身の罪を告白したことになるのである。公証人ボワギヨームは、法廷でジャンヌがこの返答をしたときに「この質問を彼女にした尋問者は呆然としていた」とあとになって証言している。20世紀の劇作家ジョージ・バーナード・ショーはこの問答記録を目にしたときに深い感銘を受け、ジャンヌの裁判記録を『聖女ジョウン』として戯曲に仕立て上げた。
さらに数名の法廷関係者がのちに、裁判記録の重要な箇所がジャンヌに不利になるよう改ざんされていると証言している。裁判出席者の多くが強制的に召集された聖職者だった。審問官のジャン・ル・メートルも意に沿わぬ裁判に集められた一人で、中にはイングランドから死をもって脅された聖職者もいた。また、異端審問裁判で定められた手順では、ジャンヌは教会の罪人として修道女など女性の監視のもとで監禁されることになっていた。しかしながらイングランドはジャンヌを世俗の罪人として扱い、イングランドの男性兵卒をジャンヌの監視役の任に就けた。コーションはジャンヌが望んだ、当時開催されていたキリスト教の最高会議であるバーゼル公会議や教皇への請願など、自身が主導する審理を妨げるような要求をすべて却下した。
裁判で明らかになったとされているジャンヌに対する12の罪状は、改ざんされた裁判記録と明らかに矛盾している。ジャンヌは文盲だったため、自身が署名した供述宣誓書が死刑宣告にも等しい危険な書類だったことを理解していなかった。異端審問法廷は裁判の公式記録に基づいた宣誓供述書ではなく、ジャンヌが異端を認めたという内容に改ざんした宣誓供述書にすりかえて、ジャンヌに署名させていた。

### 処刑

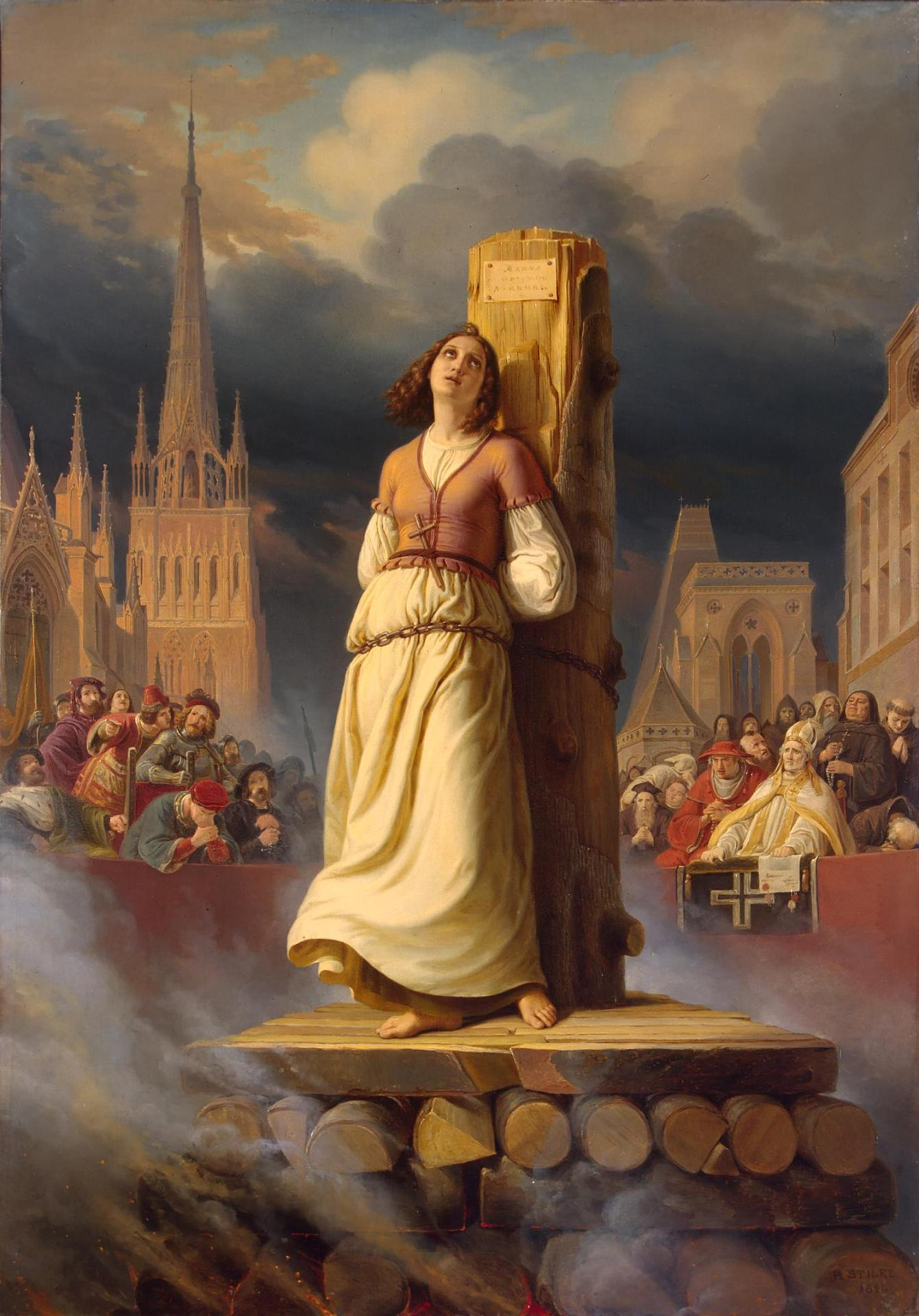
ヘルマン・スティルケが1843年に描いた『火刑台のジャンヌ・ダルク』（エルミタージュ美術館、サンクトペテルブルク）。ジャンヌは白いロングスカートを身に付け、頭には罪人を示す被り物がある。

当時異端の罪で死刑となるのは、異端を悔い改め改悛したあとに再び異端の罪を犯したときだけだった。ジャンヌは改悛の誓願を立てたときに、それまでの男装をやめることにも同意していた。女装に戻ったジャンヌだったが、数日後に「大きなイギリス人男性が独房に押し入り、力ずくで乱暴しようとした」と法廷関係者に訴えた。このような性的暴行から身を守るためと、ジャン・マシューの供述によればドレスが盗まれてほかに着る服がなかったために、ジャンヌは再び男物の衣服を着るようになった。

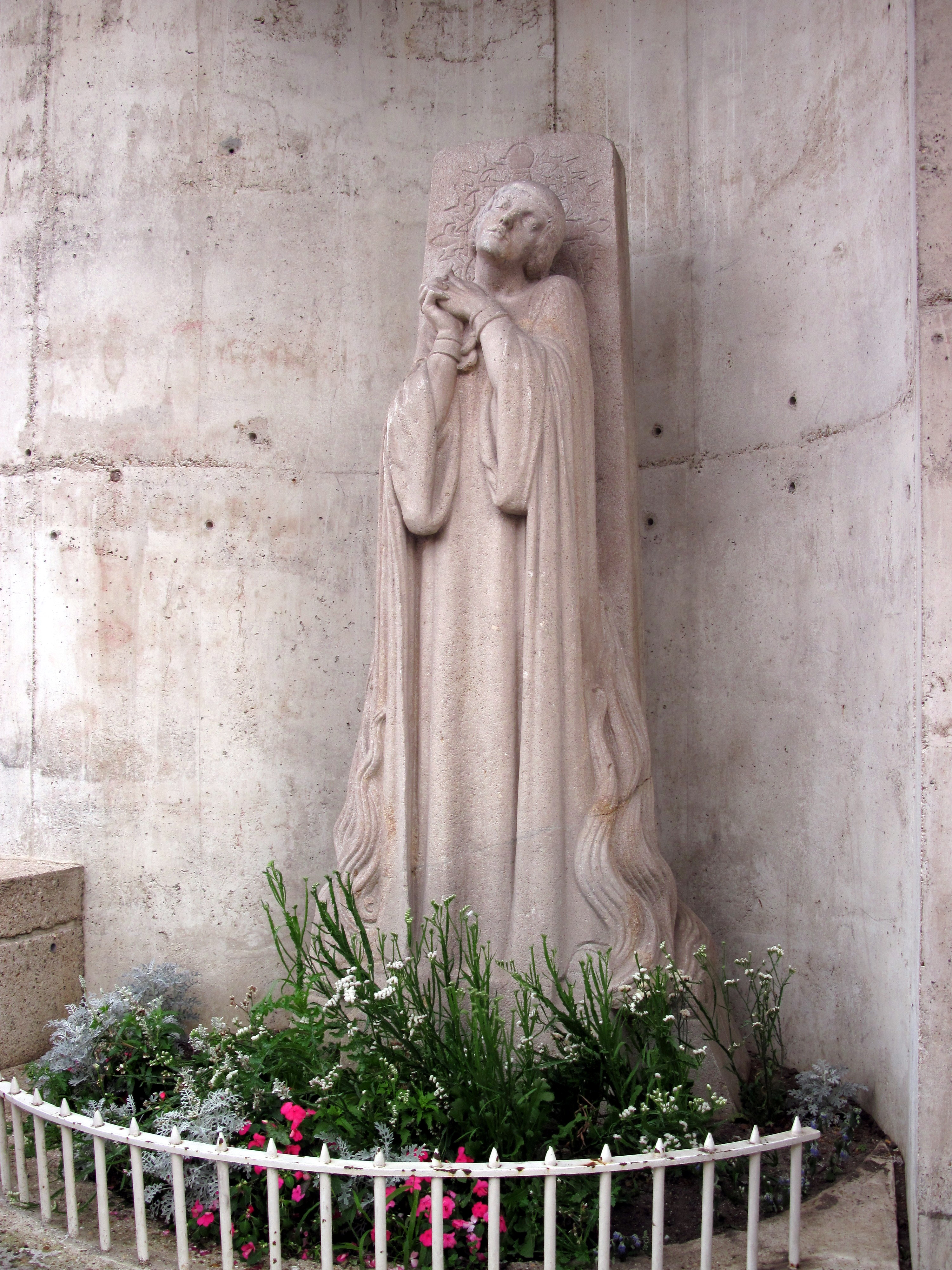
マキシム・レアル・デル・サルトが1928年に制作したジャンヌの彫像。ジャンヌが処刑された場所から数インチのところに設置されている。2002年10月には歴史的記念物に登録された。

ジャンヌは敵軍の占領地を無事に通過するために小姓に変装し、戦場では身体を守るために甲冑を身につけた。『乙女の記録』には、ジャンヌが男装していたことが、戦場でのジャンヌに対する性的嫌がらせを抑止していたと記されている。ジャンヌの処刑後に開かれた復権裁判で証言することになるある聖職者は、ジャンヌが性的嫌がらせや性的暴行から身を守るために、獄中でも男装していたと証言している。貞操を守るために男装するというのはもっともな理由であり、男装のジャンヌを見慣れた男たちは、徐々にジャンヌを性的な対象とは見なさなくなっていった。
ジャンヌは男装をしていた理由を問われたときに、以前のポワチエでの教理問答を引き合いに出している。ポワチエで行われたジャンヌの教理問答に関する記録は残っていないが、さまざまな状況からポワチエの聖職者たちはジャンヌの男装を認めていたと考えられている。ジャンヌの役目は本来であれば男性がなすべきことであり、ジャンヌにしてみれば男装が自身の役割にふさわしい格好だった。ジャンヌは戦場にいたときも監禁されていたときも髪を短く整えていた。神学者ジャン・ジェルソンなどジャンヌの支持者たちは、のちに復権裁判でフランス異端審問官長ジャン・ブレアルが擁護したように、ジャンヌの短髪を弁護している。しかしながら、1431年に行われた異端審問の再審理で、ジャンヌが女装をするという誓いを破って男装に戻ったことが異端にあたると宣告され、異端の罪を再び犯した（戻り異端）として死刑判決を受けた。
1431年5月30日に執行されたジャンヌの火刑の目撃証言が残っている。場所はルーアンのヴィエ・マルシェ広場で、高い柱に縛りつけられたジャンヌは、立会人のマルタン・ラドヴニューとイザンバル・ド・ラ・ピエールの2人の修道士に、自分の前に十字架を掲げて欲しいと頼んだ。一人のイングランド兵士も、ジャンヌの服の前に置かれていた小さな十字架を立てて、ジャンヌに見えるようにした。そして火刑に処せられて息絶えたジャンヌが実は生き延びたと誰にも言わせないために、処刑執行者たちが薪の燃えさしを取り除いて、黒焦げになったジャンヌの遺体を人々の前に晒した。さらにジャンヌの遺体が遺物となって人々の手に入らないように、再び火がつけられて灰になるまで燃やされた。灰になったジャンヌの遺体は、処刑執行者たちによってマチルダと呼ばれる橋の上からセーヌ川へ流された。ジャンヌの処刑執行者の1人ジョフロワ・セラージュはのちに「地獄へ落ちるかのような激しい恐怖を感じた」と語っている。
2006年2月に法医学の専門家たちが、シノンの博物館に残るジャンヌのものだといわれている骨と皮膚を6か月かけて調査すると発表した（調査結果の詳細は後述「偽造されたジャンヌの遺骨」を参照）。この調査からはこれらの骨や皮膚がジャンヌのものであるかどうかは判明しなかったが、放射線炭素年代測定や性別調査の結果から、完全なでっちあげともいえないとされた。しかしながら、2006年12月17日に公表された暫定的な報告書では、ジャンヌのものとは考えられないと結論づけられている。

## ジャンヌの死後

### 百年戦争の趨勢

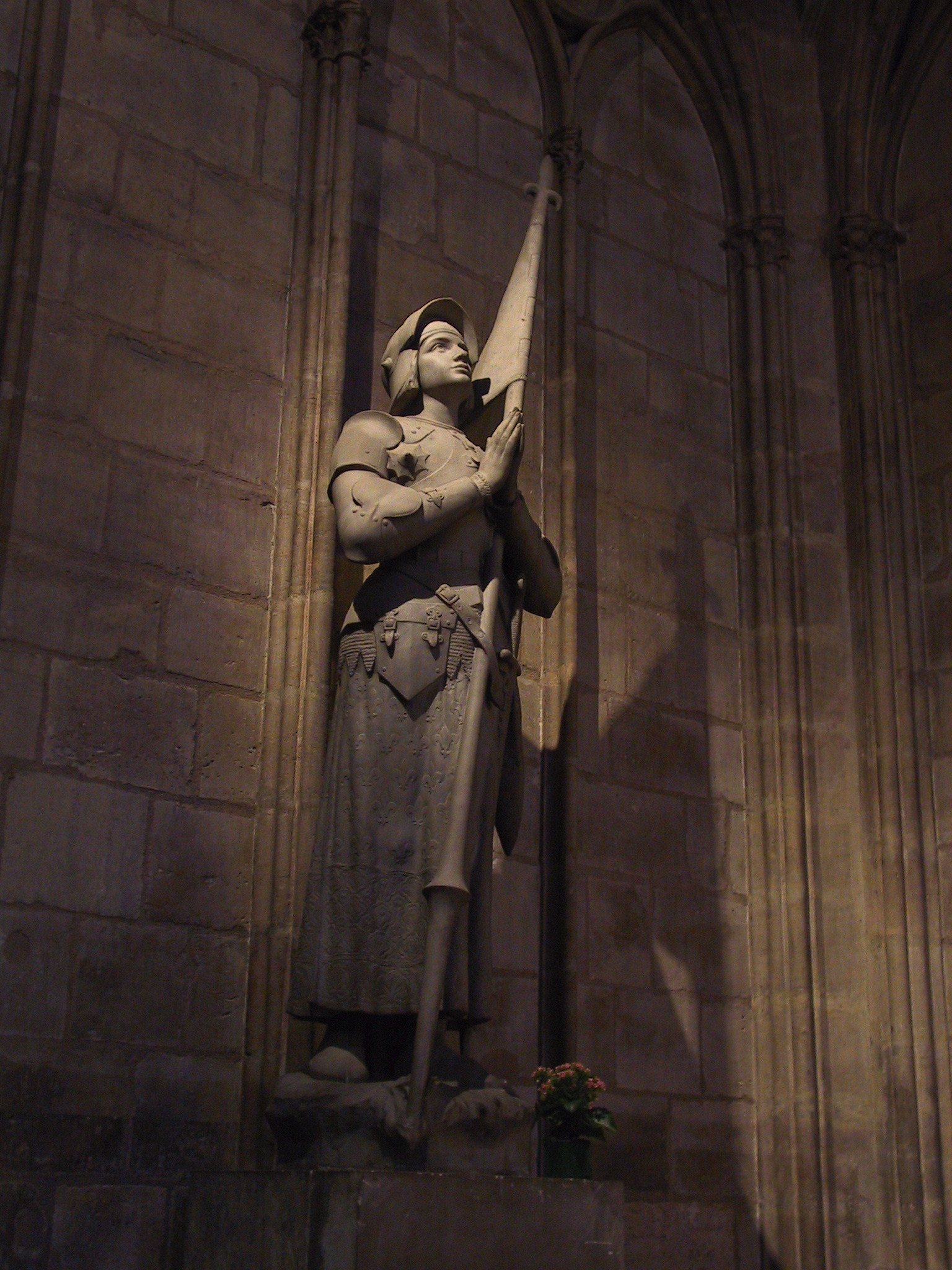
パリのノートルダム大聖堂に安置されているジャンヌの彫像。

百年戦争はジャンヌの死後も22年にわたって続いた。トロワ条約に則ってフランス王位を主張するイングランド王ヘンリー6世が、10歳の誕生日である1431年12月にフランス王としての戴冠式をパリで挙行してはいたが、フランス王シャルル7世はフランス王位の正当性を保ち続けることに成功していた。
イングランド軍が1429年のパテーの戦いで失った軍事的主導権と長弓部隊を未だ再編成できていなかった1435年に、アラスでフランス、イングランド、ブルゴーニュの3か国会議が開かれた。この会議でそれまでのイングランドとブルゴーニュとの同盟関係は解消され、逆にフランスとブルゴーニュの関係が接近することとなり、アラスの和約締結に繋がった。
シャルル7世との百年戦争を主導し、ヘンリー6世の摂政としてイングランドの国政も担当していたベッドフォード公が1435年9月に死去したが、10代半ばのヘンリー6世は後見人たる新たな摂政を置かず、イングランド史上最年少の国王親政を始めた。そしておそらくはこのヘンリー6世の貧弱な指導力が百年戦争終結の最大の要因となった。歴史家ケリー・デヴリーズは、ジャンヌが採用した積極的な砲火の集中と正面突破作戦が、その後のフランス軍の戦術に影響を与えたとしている。
ジャンヌの死後にフランス軍を率いて活躍したのはリッシュモンで、パテーの戦いからシャルル7世に疎まれ再度遠ざけられていたが、1432年にヨランドの要請で復帰、翌1433年に政敵のラ・トレモイユを追放して宮廷の実権を握った。それからリッシュモンは軍事・外交に手腕を発揮して各地でイングランド軍を駆逐、ブルゴーニュとフランスの和睦にも尽力して交渉をまとめ上げ、1435年に両国の和睦を果たし、1436年4月13日にパリをイングランドから奪還する手柄を挙げた。
パリ解放後もリッシュモンは活発な軍事活動を展開、ラ・イルとザントライユらジャンヌの戦友たちもリッシュモンのもとで従軍してフランス奪還を進めていった。1439年にリッシュモンはシャルル7世とともに貴族への課税と正規軍創設を考え、反対する貴族たちを1440年のプラグリーの乱で平定、イングランド軍掃討を続け1445年には正規軍制度を発足、大砲部隊も充実させフランス軍を精鋭部隊へと改良した。この軍隊を率いてリッシュモンは1449年にノルマンディーの大半を平定、翌1450年に奪還を図ったイングランド軍をフォルミニーの戦いで撃破、勢いに乗りノルマンディーをすべて制圧した。そして1453年にフランス軍はカスティヨンの戦いでタルボットを討ち取り、ボルドー平定をもって百年戦争を終結させた。

### 復権裁判
百年戦争の終結後に、ジャンヌの復権裁判が開かれた。ローマ教皇カリストゥス3世も公式に承認したこの裁判は「（異端）無効化裁判（nullification trial）」とも呼ばれ、フランス異端審問官長ジャン・ブレアルとジャンヌの母イザベル・ヴトンからの要請によるものだった。この復権裁判の目的はジャンヌに対する有罪宣告と陪審評決が、教会法の観点から正当なものだったがどうかを明らかにすることだった。
修道士ギョーム・ブイユによる調査から裁判が開始され、ブレアルが1452年からこの裁判を主導することとなった。ジャンヌの復権裁判の開廷が公式に宣言されたのは1455年11月である。この裁判にはヨーロッパ各地の聖職者たちも関与しており、正式な法的手順を逸脱することのないように注視されていた。裁判に携わった神学者たちは115人分の宣誓供述を審理した。
1456年6月にブレアルは、ジャンヌが殉教者であり、異端審問を主導したピエール・コーションが無実の女性に異端の罪を被せたとする結果をまとめ上げた。ジャンヌの直接の処刑の原因となった男装については、女性の服装に関する教会法の観点から有効とされていた。しかしながら、有罪を宣告される過程においてジャンヌが拘束されていたことが教義上の例外にあたるとして、復権裁判では異端審問での有罪判決が覆されている。そして復権裁判法廷は、1456年7月7日にジャンヌの無罪を宣告した。

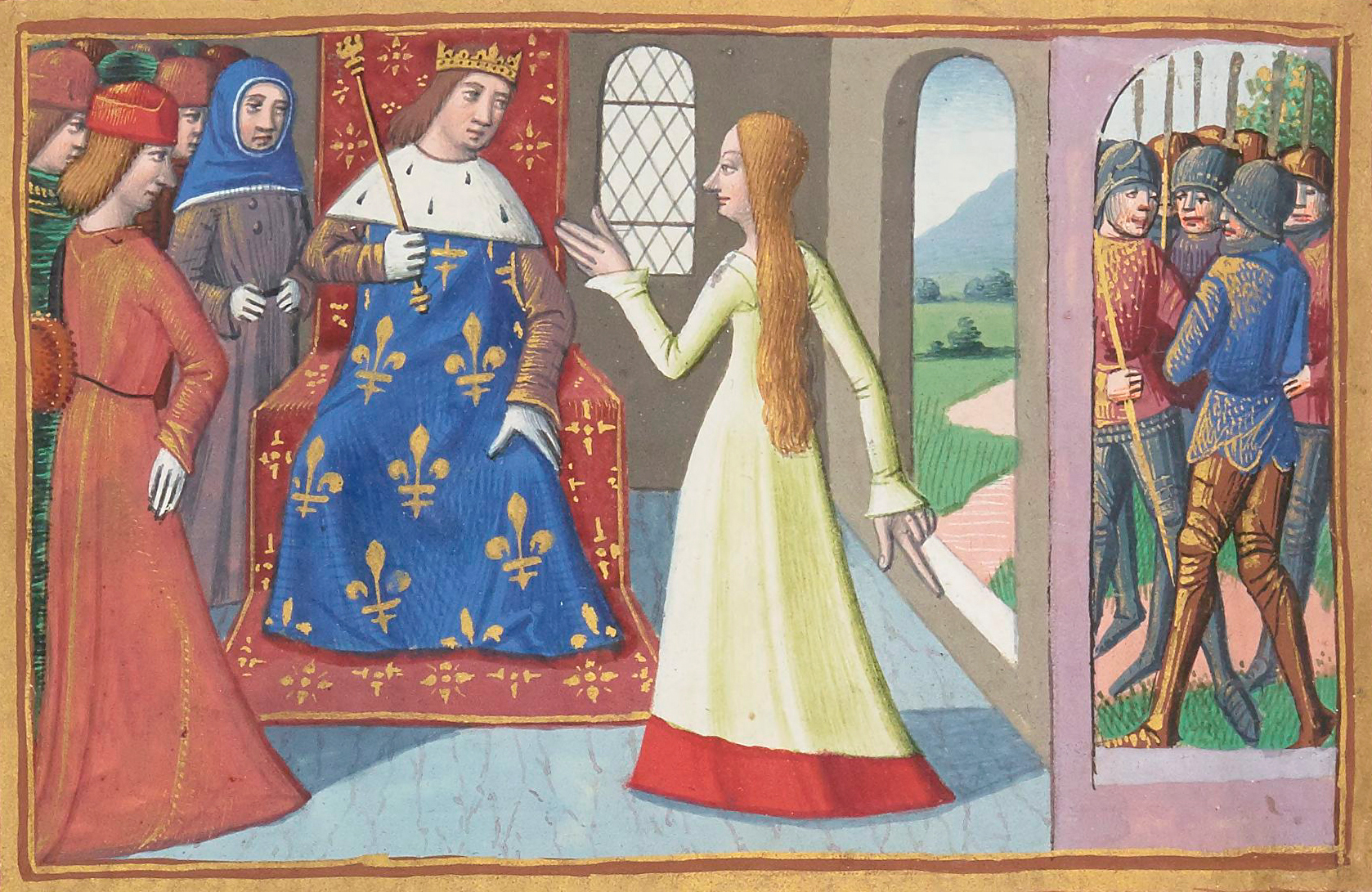
『シャルル7世年代記』の、ジャンヌとシャルル7世が描かれたミニアチュール。
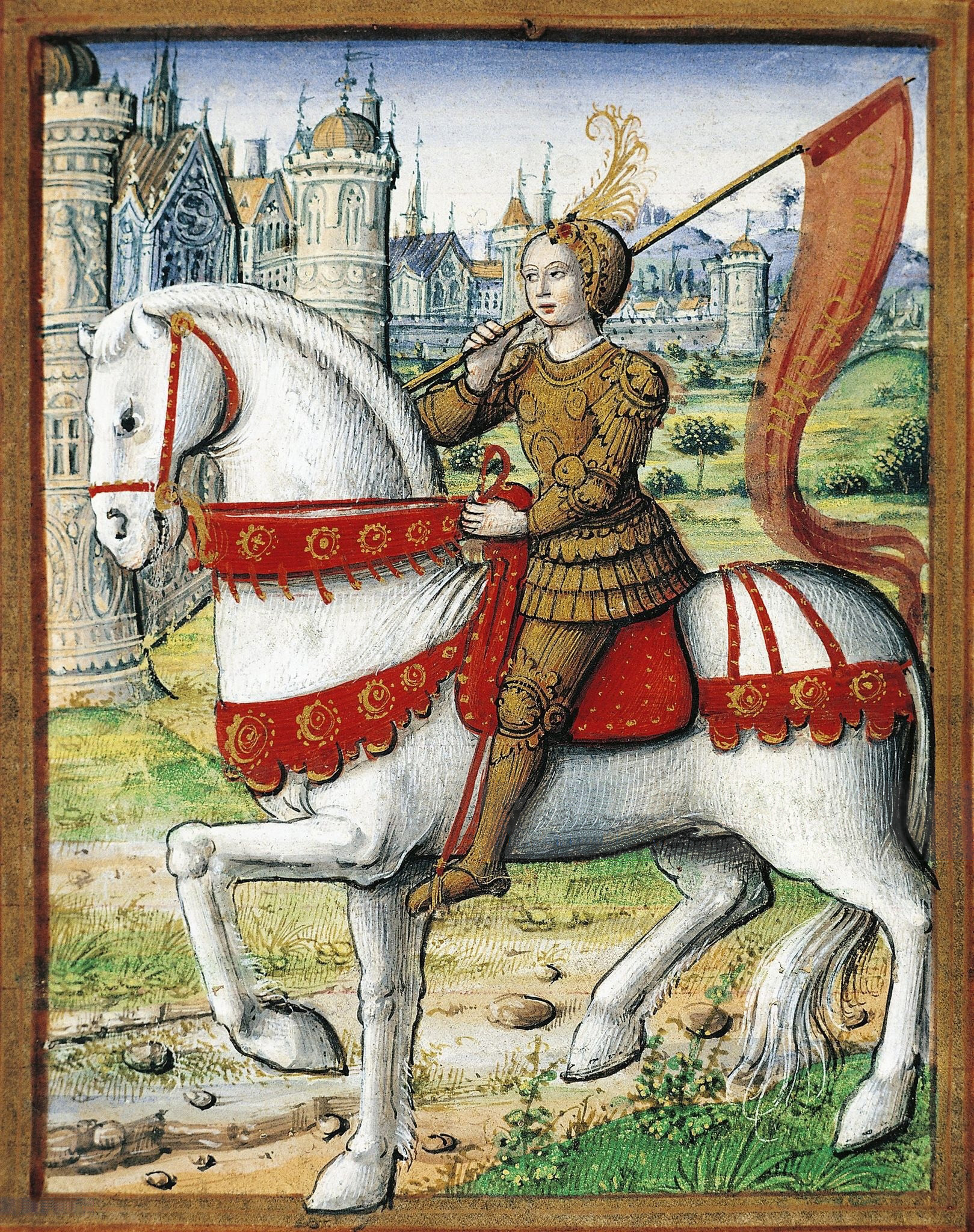
1505年の装飾写本に描かれた、騎乗するジャンヌ。
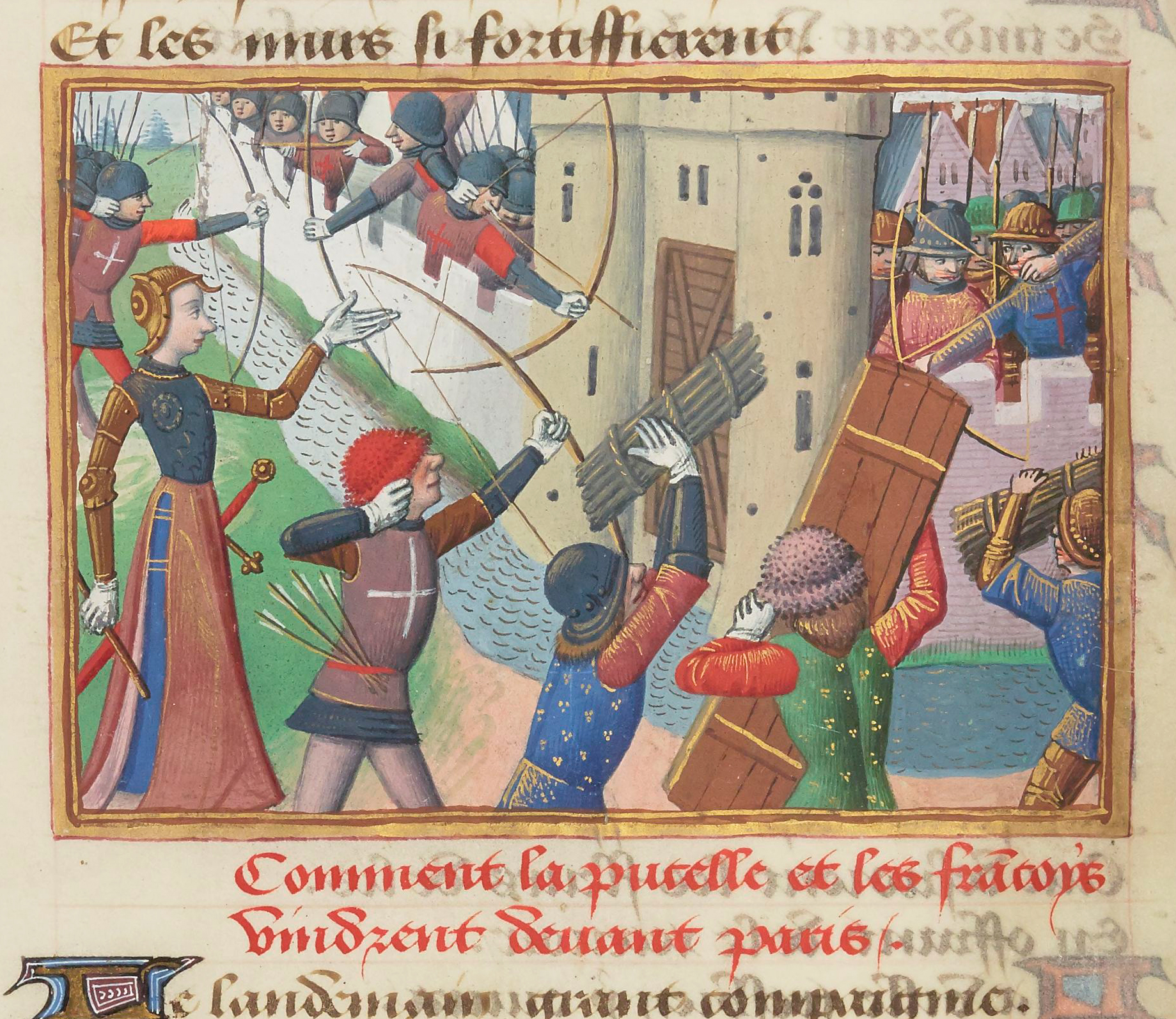
『シャルル7世年代記』の、パリ攻撃が描かれたミニアチュール。
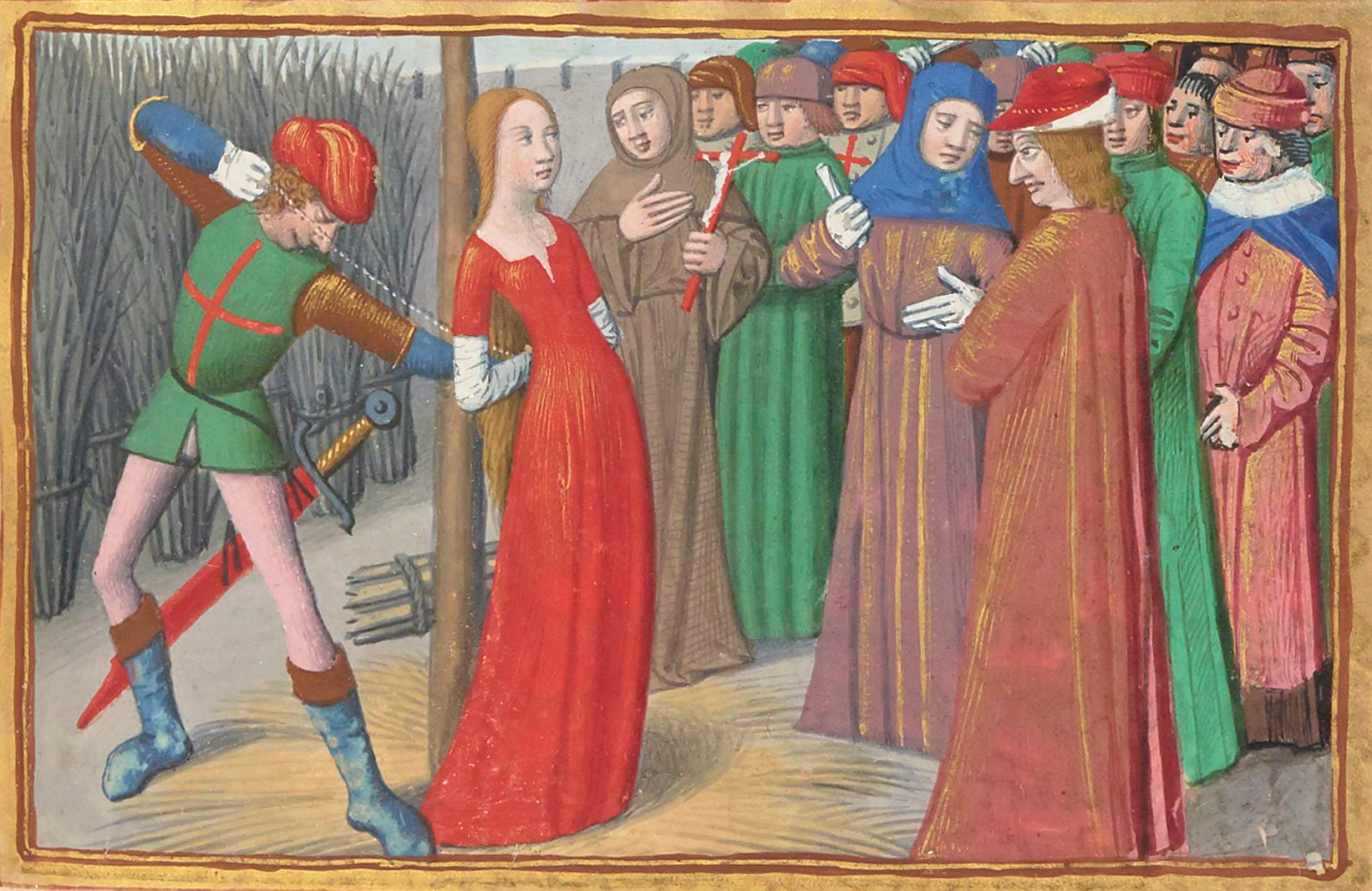
『シャルル7世年代記』の、捕縛されるジャンヌが描かれたミニアチュール。

### 列聖

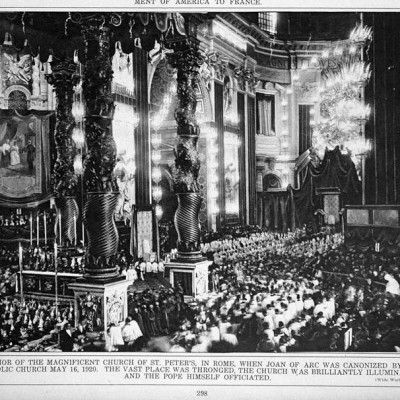
ジャンヌ・ダルク列聖（1920年5月16日）。

ジャンヌは16世紀にフランスのカトリック同盟の象徴となっていった。1849年にオルレアン大司教に任命されたフェリックス・デュパンルーがジャンヌを大いに賞賛する演説を行い、フランスのみならずイングランドの耳目も集めた。デュパンルーのジャンヌに対する高い評価と功績の紹介は、1909年4月18日にローマ教皇ピウス10世からのジャンヌの列福となって結実した。さらに1920年5月16日には、ローマ教皇ベネディクトゥス15世がジャンヌを列聖した。そしてジャンヌはローマ・カトリック教会で崇敬されているもっとも有名な聖人の一人となっていった。

## 後世への影響と評価

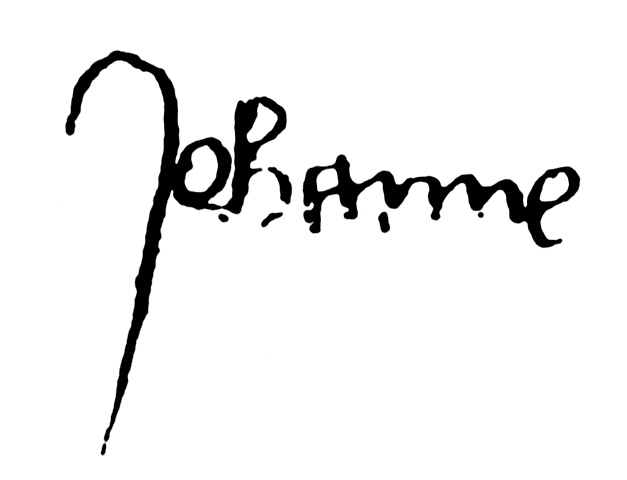
ジャンヌは文盲だったため、書簡はすべて口述筆記させたものだった。現存する3通のジャンヌの書簡にはジャンヌの署名が入っている。

ジャンヌはその死後4世紀にわたって半ば神格化されてきた。ジャンヌに関する伝記の主たる情報源は年代記によるものである。ジャンヌが有罪宣告を受けた裁判の内容を記した5冊の年代記装飾写本が、19世紀に古文書の中から発見された。この発見からまもなく歴史家たちの手によって、115人分の宣誓供述書や異端審問裁判でのラテン語で書かれた有罪宣告書の下敷きとなったフランス語での覚書など、ジャンヌの復権裁判の全記録も見つけ出された。当時やりとりされたさまざまな書簡も発見され、それらの中の3通の書簡からは「ジャンヌ（Jehanne）」という、明らかに読み書きの教育を受けていない人物の手による署名が見つかった。これらジャンヌに関して発見された大量の一次資料について、デヴリーズは「男女を問わず中世の人物のなかで、これほど研究の対象となっているものはいない」としている。
辺鄙な小村に生まれた無学な農夫の娘ジャンヌ・ダルクは10代にして途方もない名声を手にいれた。フランスとイングランドの国王は、およそ1000年前に成立し、ヨーロッパの王位継承権の根拠となっていたサリカ法の解釈の違いを言い立て、自分たちの立場を正当化しつつ戦争を継続した。百年戦争は王位継承権に関するフランス王家とイングランド王家との対立だったといえる。しかしジャンヌは、この両国間の戦争に新たな概念と視点をもたらした。あるときジャン・ド・メスがジャンヌに「フランス王が国を追われたら、我々はイングランド人となるのだろうか」と問いかけたことがある。スティーヴン・リッチーは「雲の上の王族たちが小競り合いを繰り返したとしても市井の人々の暮らしは何も変わらない。ただし、市民が祖国存亡の危機だと激怒したときは別だということをジャンヌは理解していた」としている。リッチーはジャンヌは後世に与えた広い訴求力を次のように記している。
男勝りの活躍をしたとはいえ、ジャンヌはフェミニストではなかった。ジャンヌの行動原理は、神の声を聴き自身が選ばれた人間だと信じた、あらゆる階層の人々に見られる伝統的な宗教観に則ったものだった。ジャンヌはフランス軍から戦闘に関係のない女性を追い出し、時には言うことを聞かないこれら非戦闘従軍者を剣の腹で殴りつけたこともあった。とはいえ、15世紀の女権論者の文学者クリスティーヌ・ド・ピザンから今日に至るまで、ジャンヌは勇敢で行動的な女性の好例とみなされている。
ジャンヌはナポレオン1世の時代から、フランスを代表する政治的象徴だとみなされている。第二次世界大戦では、親ドイツのヴィシー政権と反ドイツのフランス・レジスタンスの両方からジャンヌのイメージが利用された。親ドイツで反イギリスのヴィシー政権側は、ジャンヌがイングランドに対抗して戦ったことを思い出させる宣伝ポスターを作成した。このポスターにはイギリスの軍用機がルーアンを爆撃しているイラストが描かれ、「こいつらはいつでも罪を犯しにルーアンへ戻ってくる」という脅迫文句が書かれていた。一方レジスタンス側は、ジャンヌが祖国フランスを占領していた敵国と戦ったこと、ジャンヌの出身地であるロレーヌがナチの占領下にあることを強調した。1972年に結成されたフランスの極右政党である国民戦線もジャンヌをイメージ戦略に使っている。政党の会合場所にはジャンヌの彫像が、出版する刊行物にはジャンヌの肖像が、そして党章にはジャンヌの殉教をモチーフとした三色旗が使用されている。
フランス海軍にはジャンヌ・ダルクの名前を冠した種類の異なる艦船が2013年現在までに3隻存在している。1902年竣工の装甲巡洋艦ジャンヌ・ダルク、1931年竣工の軽巡洋艦ジャンヌ・ダルク、1964年竣工のヘリ空母ジャンヌ・ダルクである。

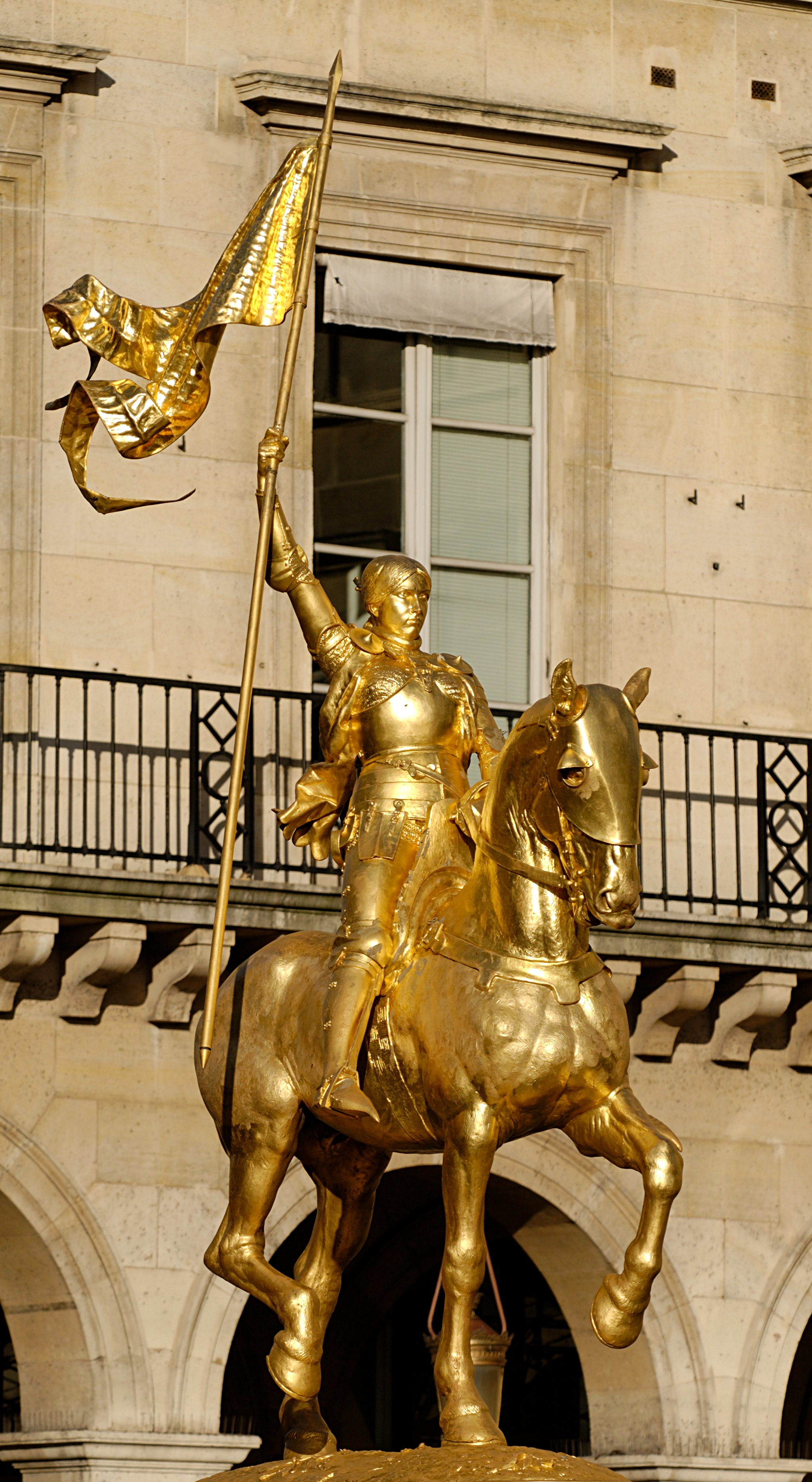
エマニュエル・フレミエが1874年に制作したジャンヌの黄金像。ピラミッド広場、パリ。
第二次世界大戦中にシャルル・ド・ゴール率いる自由フランス旗。中央の赤い十字架はジャンヌを象徴するロレーヌ十字である。
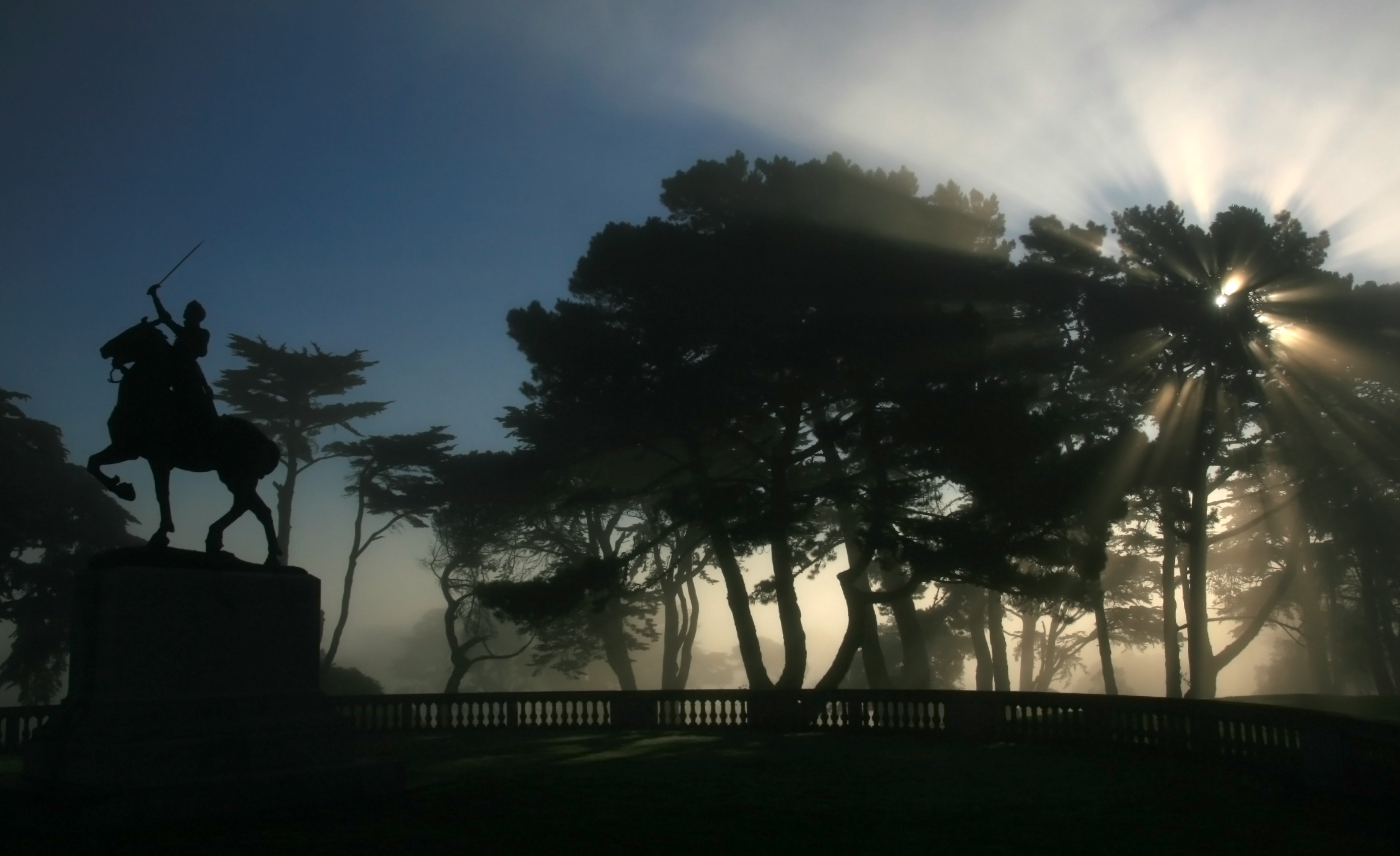
剣を振り掲げるジャンヌの騎馬像。 カリフォルニア・レジョンドヌール美術館、サンフランシスコ。

## 幻視と神からの声

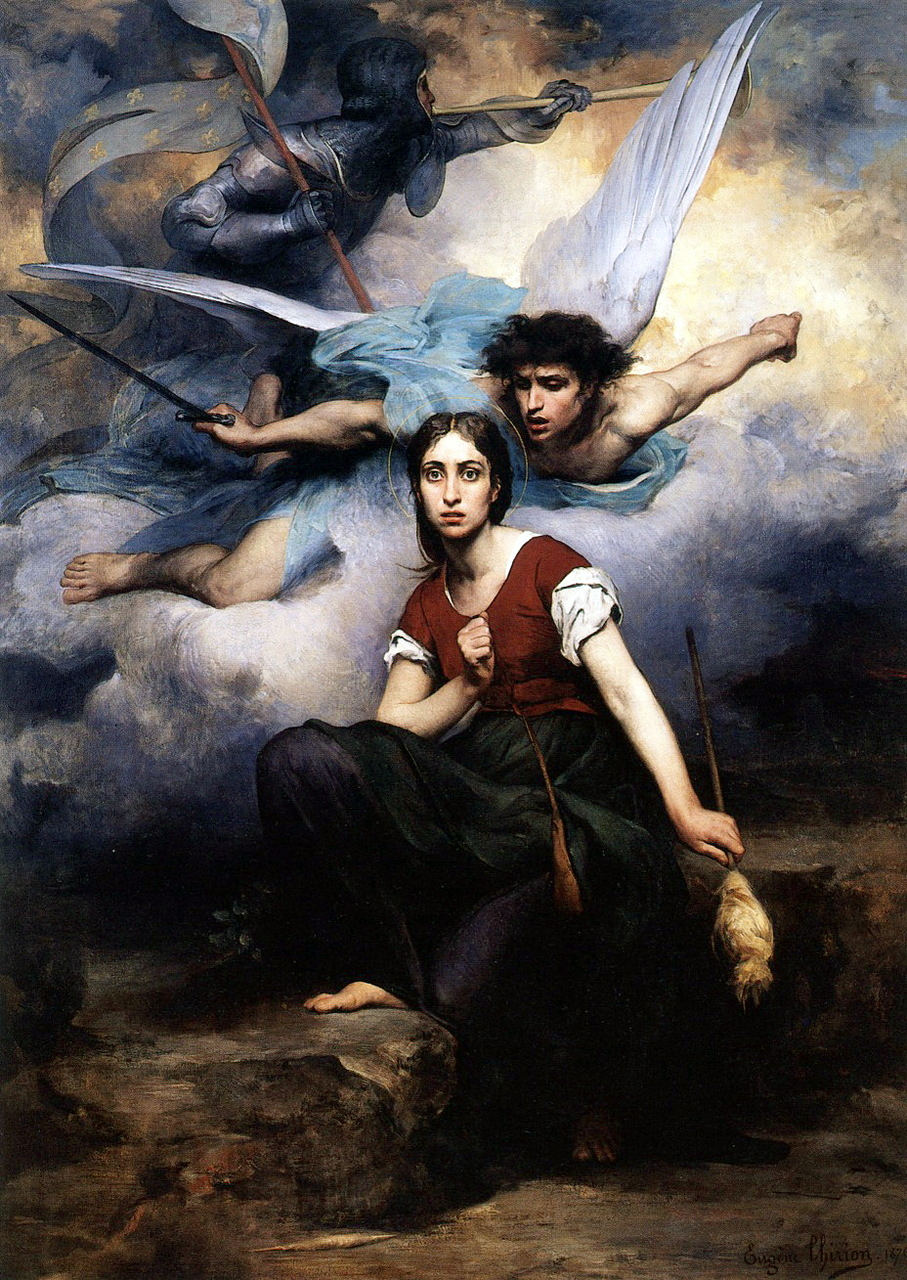
ウージェーヌ・ティリオンが1876年に描いた大天使ミシェルの声を聞く『ジャンヌ・ダルク』。普仏戦争の敗北により、1871年にプロイセン王国との間にアルザス＝ロレーヌ地方を割譲するというフランクフルト講和条約が結ばれたこともあって、19世紀後半のフランスでは、ジャンヌをモチーフとしたこのような作品には政治的な意味合いが隠されていた。

ジャンヌが目にした聖人たちの姿と神からの声は、今でも興味の的となっている。研究者たちのほぼ一致した見解としては、ジャンヌの信仰心が揺るぎないものだったということである。ジャンヌは、神からの啓示を受けたときに幻視したのは、聖マルグリット、聖カトリーヌ、そして大天使ミシェルだったと語っている。しかしながら、ジャンヌが幻視したのが間違いなくこの3人であったかどうかに関しては曖昧な点もある。ジャンヌの身に起こったことは、間違いなく聖なる啓示だったと考えるカトリック教徒もいる。
ジャンヌの幻視や神の声を聴いたという神秘体験に関する主たる情報源は、ジャンヌが激しく糾弾された異端審問の記録である。この記録にはジャンヌが自身が裁判の進行に反抗し、神秘体験に関する尋問への宣誓供述をすべて拒否したことが記されているため、ジャンヌの神秘体験に対する研究も議論の的となっている。ジャンヌは、異端審問で証言することがかつてシャルル7世との間に交わした機密保持の誓いを破ることになると訴えていた。これら現存している異端審問の記録の内容が、偏った法廷のでっち上げなのか、ジャンヌがシャルル7世との機密を守るためについた嘘なのかは判明していない。歴史家のなかには、ジャンヌの信仰心の顕（あらわ）れだといわれる神秘体験については言及せず、ジャンヌの実際的な側面のみを研究するものもいる。
ジャンヌの軍事的側面の研究者ケリー・デヴリーズは次のように述べている。
ただし、ジャンヌと同時代の記録も20世紀近くの歴史家たちも、ジャンヌは心身ともに健全だったということで、ほぼ意見の一致をみており、現代の学者の多くが、ジャンヌの神秘体験を精神医学あるいは神経医学の観点から説明しようとしている。ジャンヌの幻視の原因となった症例として、てんかん、偏頭痛、結核、統合失調症などが可能性として考えられている。ただし、ジャンヌの生涯に関する情報が不足していることもあり、これらの仮説の中で定説といえるものは存在しない。医学誌『ニューロサイコバイオロジー』で側頭葉結核腫に関する論文を発表した2人の医学者は、同論文でジャンヌの神秘意見を疾病に求める傾向に疑義を呈している。
ジャンヌが加熱殺菌されていない牛乳を飲んだために牛結核症に罹患したとする説もあるが、歴史家レジーヌ・ペルヌーは、加熱殺菌されていない牛乳を飲むだけでジャンヌのような恩恵にあずかることができるのであれば、フランス政府は牛乳の加熱殺菌を禁ずる法令を出すだろうと一蹴している。
ジャンヌが精神的疾患に罹患していたという説の反論として、ジャンヌがシャルル7世の宮廷で支持を得ていたことが挙げられている。シャルル7世の父であるフランス王シャルル6世が精神を病んでいたこともあり、シャルル7世は「精神障害者」を見極めることができたはずだとする。シャルル6世は「狂気王シャルル」と呼びならわされており、その治世下の廷臣や軍人の多くから、その狂気に満ちた振る舞いがフランス凋落の一因だとみなされていた。その父たる先王シャルル5世も、シャルル6世の精神が繊弱であることを認識していた。シャルル7世のフランス王位継承を剥奪するトロワ条約の締結も、シャルル6世の血を引くシャルル7世が父王と同様の狂気に陥る可能性が背景にあった。シャルル6世の狂気の血は次世代にも受け継がれ、イングランド王ヘンリー6世が1453年に精神疾患に罹病している。ヘンリー6世はシャルル7世の甥で、シャルル6世の孫にあたる血筋だった。ジャンヌがシノン王宮に到着したときの印象を、王室顧問官ジャック・ジェルが記録している。

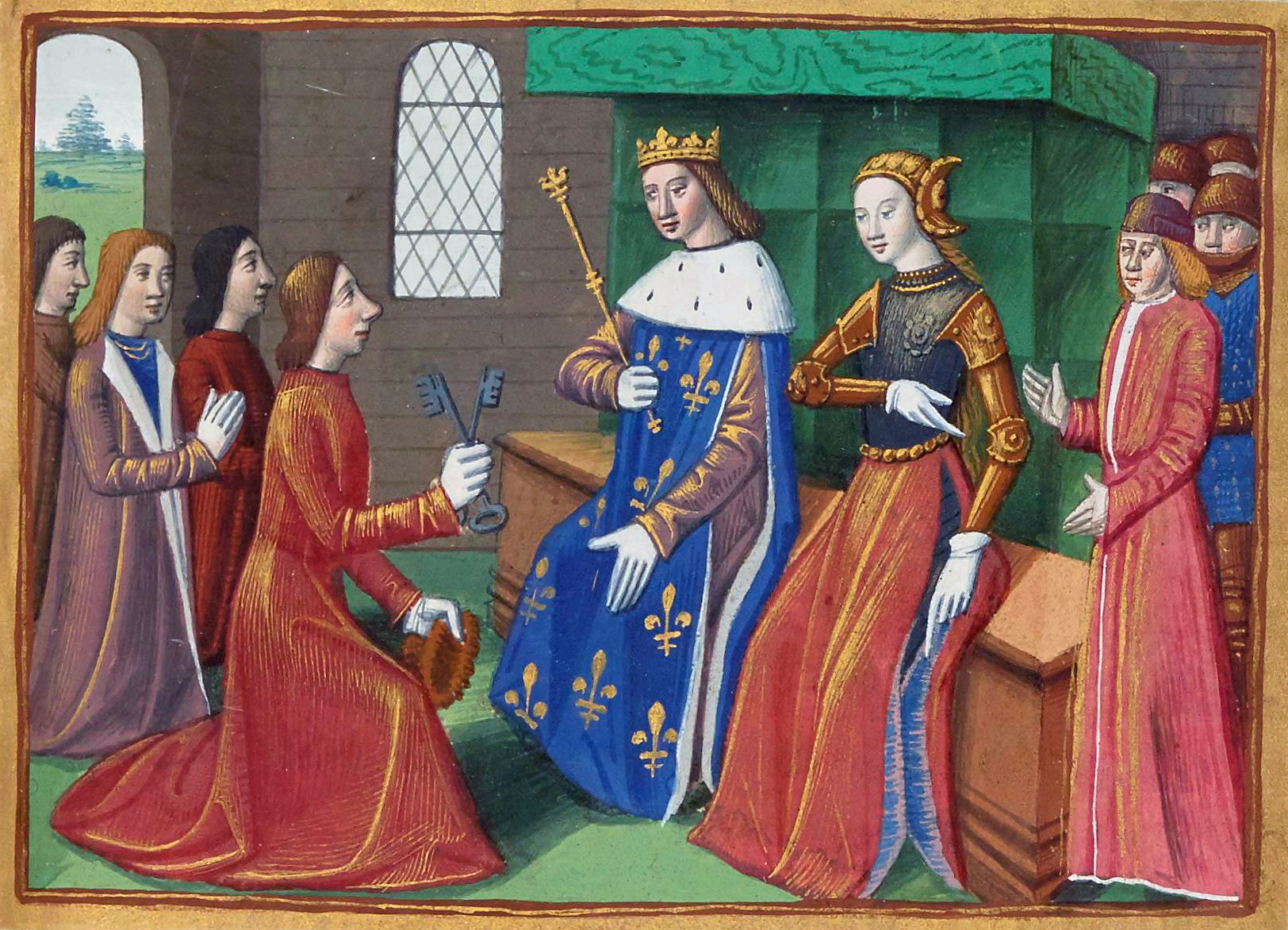
『シャルル7世年代記』のミニアチュール。トロワ市民が城門の鍵をシャルル7世とジャンヌに渡す場面が描かれている。

シャルル7世の宮廷では、精神衛生の問題に関しては用心深く懐疑的だった。
ジャンヌが統合失調症などの精神疾患に罹病していたことを示す兆候は皆無である。死の直前までその頭脳は明晰であり、復権裁判でもジャンヌが明敏（めいびん）だったことが証言されている。
尋問に対するジャンヌの明晰な答えを恐れた裁判官たちは、この異端審問を非公開裁判とすることを余儀なくされた。
精神疾患は必ずしも重篤な認識機能障害を伴うとは限らない。それでもなおジャンヌの神秘体験は、現在の精神疾患の診断基準と照らし合わせると明らかに有害な精神状態であるとする説も根強い。アメリカ精神医学会が定めた『精神障害の診断と統計マニュアル』には統合失調症の兆候として、的外れな会話、緊張病性行動、情動の平板化、失語症、意欲喪失などが挙げられている。しかしながら、このような症例はジャンヌには当てはまらない。ただ統合失調症の病態は非常に多様で幻聴が聞こえる以外の症状が全く存在しない例も存在する。しかし、天使などの幻視は比較的まれである。
ジャンヌの多様な経験から、その精神状態を説明できるとする精神科医もいる。イェール大学の心理学教授ラルフ・ホフマンは、「神の声」などの神秘体験や幻視が必ずしも精神疾患の兆候を意味するものではないと指摘した。そして、専門的な言葉ではなく単に「インスパイアド・ヴォイス」とホフマンが解説した事例に、ジャンヌの神秘体験が当てはまるとしている。

## 体格
オルレアン公シャルル・ドルレアンがオルレアンの町の解放の謝礼としてジャンヌに送った衣服には詳細な覚書が残されており、それらの記述からアドリアン・アルマン（Adrian Harmand）は彼女の体格を次のように考察している。「ジャンヌ・ダルクの体は四肢の均等が取れ、強健で、美形で姿が整っていた。身長はだいたい1メートル58センチぐらいだと思われる。というのも彼女のブリュッセル布地の服の丈は80センチだからである」。当時男物の衣服の長さは必ず膝までであったという。

## 偽造されたジャンヌの遺骨
1867年にパリの薬局で「オルレアンの乙女ジャンヌ・ダルクの火刑跡から採取された」という説明書きがある瓶が発見された。この瓶の中には黒焦げの人間の肋骨、炭化した木材、麻布の切れ端、猫の大腿骨（魔女を火刑に処するときに火中に放り込まれた黒猫の骨だとされた）が入っていた。これらは現在シノンの博物館に所蔵されている。2006年にレイモン・ポワンカレ病院の古病理学者で法医学者でもあるフランス人フィリップ・シャルリエがこの遺物を調査した。そして、放射性炭素年代測定やさまざまな分光分析が実施された結果、紀元前6世紀から紀元前3世紀のエジプトのミイラであることが判明した。真っ黒な外観は燃焼によるものではなく、死体防腐処理に使用された薬物によるものだった。また、調査では大量のマツの花粉も見つかっており、これはミイラ制作に使用された松脂の存在と一致する。さらに燃えた跡のない麻布は、ミイラを包むときによく使われた素材でもあった。著名な香水製造者であるゲランとジャン・パトゥーはかつて、この遺物からはバニラの匂いがすると語ったことがあったが、バニラ臭は肉体の腐敗する時に生ずる。中世ではミイラが薬の原料とされており、この遺物ももともとは薬瓶だったものが、フランスのナショナリズムが高揚した時期に偽造されたものだと考えられている。

## 同年代の女性との関わり
ジャンヌが受けた重要な支援のなかには女性から受けたものもある。シャルル7世の姑であるアンジュー公妃ヨランド・ダラゴンはジャンヌの処女性を支持し、彼女がオルレアンへ向かうために必要な財政支援をした女性だった。コンピエーニュで監禁されていたジャンヌの監視責任者だったリニー伯の叔母ジャンヌ・ド・リュクサンブールは、ジャンヌに対する待遇を改善し、おそらくは彼女がイングランド軍へ引き渡されるのを遅らせようとした女性だった。そしてブルゴーニュ公フィリップ3世の妹で、ジャンヌと敵対していたベッドフォード公の妃アンヌも、異端審問に先立つ審理でジャンヌが処女であると証言した女性だった 。これにより、異端審問ではジャンヌが悪魔と交わって取引をした魔女であると告発することはできなかった。結果的にはこのことが、のちにジャンヌの正当性と聖性を証明する一助となった。

## ジャンヌ・ダルクが主題の作品
世界的に著名な作家、映画監督、作曲家たちがジャンヌを主題とした作品を制作している。イングランドの劇作家ウィリアム・シェークスピアの戯曲『ヘンリー六世 第1部』、フランスの詩人ヴォルテールの詩『オルレアンの乙女』、ドイツの思想家フリードリヒ・フォン・シラーの戯曲『オルレアンの乙女』、イタリアの作曲家ジュゼッペ・ヴェルディの歌劇『ジョヴァンナ・ダルコ』、ロシアの作曲家ピョートル・チャイコフスキーの歌劇『オルレアンの乙女』、アメリカの作家マーク・トウェインの小説『ジャンヌ・ダルクについての個人的回想』、『ジャネット』『ジャンヌ』として映画化されたフランスの詩人・劇作家シャルル・ペギーの劇作『ジャンヌ・ダルク』『ジャンヌ・ダルクの愛の秘義』、フランスの劇作家ジャン・アヌイの戯曲『ひばり』、ドイツの劇作家ベルトルト・ブレヒトの戯曲『食肉市場のジャンヌ・ダルク』、『聖女ジャンヌ・ダーク』として映画化されたアイルランドの劇作家ジョージ・バーナード・ショーの戯曲『聖女ジョウン』、『ジャンヌ・ダーク』として映画化されたアメリカの劇作家マクスウェル・アンダーソンの戯曲『ロレーヌのジャンヌ』、デンマークの映画監督カール・テオドア・ドライヤーの映画『裁かるるジャンヌ』、フランスの映画監督ロベール・ブレッソンの映画『ジャンヌ・ダルク裁判』、フランスの作曲家アルテュール・オネゲルが曲を書いたオラトリオ『火刑台上のジャンヌ・ダルク』、カナダの詩人レナード・コーエンの楽曲『ジャンヌ・ダルク』、イギリスのバンドオーケストラル・マヌーヴァーズ・イン・ザ・ダークの楽曲『ジャンヌ・ダルク』などである。現在に至るまで映画、演劇、テレビ番組、テレビゲーム、音楽などさまざまな媒体で、ジャンヌを題材とした作品が作り続けられている。

### 小説
- マーク・トウェイン『ジャンヌ・ダルクについての個人的回想』"Personal Recollections of Joan of Arc", 1895年
  - 日本語訳書は「マーク・トウェインのジャンヌ・ダルク」（大久保博訳 角川書店、1996年）
- ミシェル・トゥルニエ Michel Tournier（原著）, 榊原晃三（翻訳）『聖女ジャンヌと悪魔ジル』白水社、1992年 ISBN 456004306X
- 渡邉由自『ラ・ピュセル（小説）』角川書店角川スニーカー文庫、1993年（全3巻）
- 佐藤賢一『傭兵ピエール』集英社、1996年 ISBN 4087751961
- 木下亜由子『ジャンヌ・ダルクの肖像画』けやき出版、1998年 ISBN 487751046X
- フィリップ・セギ Philippe S´eguy『ジャンヌ・ダルク』ソニー・マガジンズ文庫、1999年 ISBN 4789714926
- 藤本ひとみ『ジャンヌ・ダルク暗殺』講談社、2001年 ISBN 4062109875
- 藤本ひとみ『聖女ジャンヌと娼婦ジャンヌ』新潮文庫、2005年 ISBN 4101236224
- 矢崎努『裁判素記〜ジャンヌ・ダルクへの道』文芸社、2007年 ISBN 428602699X
- 佐藤賢一『ジャンヌ・ダルクまたはロメ』講談社、2012年 ISBN 4062753189
- 東出祐一郎『Fate/Apocrypha』TYPE-MOON BOOKS、2012年 - 2014年
- 春日みかげ『ユリシーズ ジャンヌ・ダルクと錬金の騎士』集英社ダッシュエックス文庫、2015年 - 続刊

### 音楽
- ピョートル・チャイコフスキー　オペラ『オルレアンの少女』
- ジュゼッペ・ヴェルディ　オペラ『ジョヴァンナ・ダルコ』
- アルテュール・オネゲル　劇的オラトリオ『火刑台上のジャンヌ・ダルク』
- Janne Da Arc　『-救世主 メシア-』　アルバム『Z-HARD』収録。ジャンヌ・ダルクの人生を歌った曲。
- DEENの2013年12月18日発売24thアルバムCIRCLE収録『永遠のジャンヌダルク』 - 主題ではないがジャンヌ・ダルクが登場する曲。
- 坂井貴祐 吹奏楽のための叙事詩「ジャンヌ・ダルク」 - 2部構成の吹奏楽曲。第1部「ドンレミ村の情景、戦い」、第2部「裏切り、火刑、讃歌」。
- サザンオールスターズ 『ジャンヌ・ダルクによろしく』

### 戯曲
- ジョージ・バーナード・ショー 『聖女ジョウン』（または『聖女ジャンヌ・ダルク』、Saint Joan）、1923年 日本語訳は『福田恆存翻訳全集』文藝春秋に所収

- フリードリヒ・シラー『オルレアンの少女』（die Jungfrau von Orleans）、1803年
- ジャン・アヌイ『ヒバリ』 (L'Alouette)、 1952年
- ベルトルト・ブレヒト『1431年ルーアンにおけるジャンヌ・ダルクの審理』 (Der Prozess der Jeanne d'Arc zu Rouen, 1431) 、1952年、アンナ・ゼーガースによるラジオドラマをブレヒトが脚色したもの。

### 映画
- 仏国女傑ジャンヌダークの火刑（1898年・フランス、日本公開年不明）
- ジャンヌ・ダルク（フランス語版）（1900年・フランス、日本公開年不明）
- Giovanna d'Arco（1908年・イタリア、日本未公開）
- Giovanna d'Arco（1913年・イタリア、日本未公開）
- ヂャンヌ・ダーク（前後篇）（英語版）（1916年・アメリカ、日本公開年不明）
- Saint Joan（1927年・米英合作、日本未公開）
- 裁かるるジャンヌ （1928年・フランス、演：ルネ・ファルコネッティ（フランス語版）、日本では1929年公開）
- La Merveilleuse Vie de Jeanne d'Arc, fille de Lorraine（1929年・仏独合作、日本未公開）
- ジャンヌダーク（ドイツ語版） （1935年・ドイツ、日本公開年不明）
- ジャンヌ・ダーク （1948年・アメリカ、演：イングリッド・バーグマン、日本では1950年公開）
- 火刑台上のジャンヌ・ダルク （1954年・伊仏合作、演：イングリッド・バーグマン、日本ではDVDスルー）
- 運命（フランス語版）（1954年・仏伊合作、日本ではテレビ放送） - ジャンヌを含む3つの時代の女性を描いた作品。
- 聖女ジャンヌ・ダーク （1957年・英米合作、演：ジーン・セバーグ、日本ではテレビ放送）
- ジャンヌ・ダルク裁判 （1962年・フランス、演：フロランス・ドゥレ（フランス語版）、日本では1969年公開）
- Начало（1970年・ソ連、日本未公開）
- Jeanne d'Arc, le pouvoir et l'innocence（1989年・フランス、日本未公開）
- ジャンヌ 愛と自由の天使／ジャンヌ 薔薇の十字架（フランス語版）（1994年・フランス、演：サンドリーヌ・ボネール。日本では短縮版が1995年公開、完全版が1996年公開） - 二部構成で、日本ではオリジナルより短い短縮バージョンが公開。完全版は『ジャンヌ・ダルク/I 戦闘　II 牢獄』の邦題で公開。
- ジャンヌ・ダルク （1999年・米仏合作、演：ミラ・ジョヴォヴィッチ、同年日本公開）
- Jeanne captive（2011年・フランス、日本未公開）
- ジャネット（フランス語版）（2017年・フランス、演：リーズ・ルプラ・プリュドム、ジャンヌ・ボワザン、日本では2021年公開）[85]
- ジャンヌ（フランス語版）（2019年・フランス、演：リーズ・ルプラ・プリュドム、日本では2021年公開）[85]

### アニメ映画
- 哀しみのベラドンナ（1973年・日本、声：長山藍子）

### テレビドラマ
- Johanna aus Lothringen（1959年・ドイツ、日本未公開）
- Saint Joan（1967年・アメリカ、日本未公開）
- ヴァージン・ブレイド ジャンヌ・ダルクの真実 （1999年・カナダ、演：リーリー・ソビエスキー）

### 舞台
- 傭兵ピエール -ジャンヌ・ダルクの恋人-（2003年、宝塚歌劇団宙組公演、佐藤賢一の『傭兵ピエール』（集英社）を舞台化、脚本・演出：石田昌也、主演：ピエール - 和央ようか、ジャンヌ・ダルク - 花總まり)
- GOOD-BYE-JOURNEY（演出・脚本：西田大輔）
  - （2007年、主演：高梨臨）
  - （2017年、主演：文音）
- ジャンヌ・ダルク（演出：白井晃、脚本：中島かずき（劇団☆新感線））
  - （2010年、主演：堀北真希）
  - （2014年、主演：有村架純）
  - （2023年、主演：清原果耶）[86][87]
- 劇団プロジェクト ゲキハロ第13回公演 「我らジャンヌ〜少女聖戦歌劇〜」（2013年、脚本･演出：末満健一、主演：Berryz工房、スマイレージ）
- 愛聖女（サントダムール）-Sainte♡d’Amour-（2018年、宝塚歌劇団月組公演、作・演出：齋藤吉正、主演：愛希れいか）
- オルレアンの少女－ジャンヌ・ダルク－（2022年、演出：深作健太、主演：夏川椎菜）

### 絵本
- ジョゼフィーン・プール Josephine Poole（著）, アンジェラ・バレット  Angela Barrett（イラスト）,   片岡しのぶ（翻訳）『絵本ジャンヌ・ダルク伝』 あすなろ書房、2004年 ISBN 4751522728

### 漫画
- 美内すずえ 『白ゆりの騎士』 花とゆめコミックス、1974年 - 主人公名はジャンヌ・ド・アルクと言う名前にされている。
- 酒見賢一（著）・近藤勝也（イラスト）　『D’arc〜ジャンヌ・ダルク伝』　アニメージュコミックスワイド判、1995年
- 天川すみこ　『ジャンヌ・ダルク』　あすかコミックスDX、1995年　ISBN 4048525786
- 安彦良和（著）・大谷暢順（原作）　『ジャンヌ』　日本放送出版協会、1995年（愛蔵版、2002年　ISBN 4140053860）
- 雑君保プ　『ワールドヒーローズ2』全5巻　新声社、1993年 - 1997年 - 第2巻以降は「オルレアンの少女編」としてジャンヌを主題にしている。
- 秋里和国弐　『ボン・クラージュ!乙女（ラ・ピュセル）』　フラワーコミックス、1995年 - 1996年 - 主人公はジャンヌの生まれ変わり。
- 種村有菜『神風怪盗ジャンヌ』全7巻　集英社、りぼん、1998年 - 2000年 - 主人公はジャンヌの生まれ変わりの変身ヒロイン。
- 枡狐／蛙空　『魔法少女たると☆マギカ The Legend of "Jeanne d'Arc"』　芳文社、まんがタイムきらら☆マギカ、2013年-2017年 - ジャンヌ・ダルクが魔法少女だったという設定の元、ジャンヌの生涯を魔法少女の物語として描く。
- 山岸凉子　『レベレーション（啓示）』講談社、週刊モーニング、2014年 - 2020年
- 岡児志太郎　『デゾルドル』講談社、月刊モーニングtwo、2017年 - 2018年（打ち切り）

### ゲーム
- エイジ オブ エンパイアII - シングルプレイシナリオ「ジャンヌ・ダルク」
- JEANNE D'ARC
- Fate/Grand Order
- ＃コンパス 戦闘摂理解析システム
- オンゲキ - オリジナル楽曲「ジャンヌ・ダルクの慟哭」（作曲：ガリガリさむし）

### 関連図書
伝記書
- ジョゼフ・カルメット 著、川俣晃自 訳『ジャンヌ・ダルク』白水社〈文庫クセジュ〉、1946年。後、1951年に岩波書店岩波新書から発行された。
- アンドレ・ボシュア 著、新倉俊一 訳『ジャンヌ・ダルク』白水社〈文庫クセジュ〉、1969年。ISBN 4560054584。
- 高山一彦『ジャンヌ・ダルクの神話』講談社現代新書、1982年。ISBN 4061456423。
- 大谷暢順『聖ジャンヌ・ダルク』、河出書房新社、1986年。のち中公文庫。
- ジュール・ミシュレ 著、森井真・田代葆 訳『ジャンヌ・ダルク』中公文庫、1987年。ISBN 4122014085。
- 堀越孝一『ジャンヌ＝ダルクの百年戦争』清水書院、1984年。ISBN 438944042X。
- 堀越孝一『ジャンヌ=ダルク』朝日新聞社、1991年。ISBN 402260655X。
- 清水正晴『ジャンヌ・ダルクとその時代』現代書館、1994年。ISBN 476846646X。
- 大谷暢順『戦場のジャンヌ・ダルク 栄光と悲運』、社会思想社、1999年。
- レジーヌ・ペルヌー 著、高山一彦 訳『ジャンヌ・ダルクの実像』白水社〈文庫クセジュ〉、1995年。ISBN 4560057664。
- レジーヌ・ペルヌー 著、遠藤ゆかり 訳『奇跡の少女ジャンヌ・ダルク』創元社〈「知の再発見」双書〉、2002年。ISBN 4422211625。
- 高山一彦『ジャンヌ・ダルク―歴史を生き続ける「聖女」』岩波新書、2005年。ISBN 4004309689。
- アナトオル・フランス 著、吉江孤雁 訳『ジャンヌ・ダルク』早稲田大学出版部、1917年。国立国会図書館 近代デジタルライブラリー
- Anon. The First Biography of Joan of Arc with the Chronicle Record of a Contemporary Account. trans. Rankin, Daniel & Quintal, Claire.  オリジナルの2011年7月9日時点におけるアーカイブ。
- Barrett, W.P., ed (1932). The trial of Jeanne d'Arc. New York: Gotham house. OCLC 1314152
- Brooks, Polly Schoyer (1999). Beyond the Myth: The Story of Joan of Arc. New York: Houghton Mifflin Co. ISBN 0-397-32422-7. OCLC 20319268
- de Quincey, Thomas. The English Mail-Coach and Joan of Arc
- Fraioli, Deborah (2002). Joan of Arc: The Early Debate. London: Boydell Press,. ISBN 0-85115-880-3. OCLC 48680250
- France, Anatole. The Life of Joan of Arc
- Gower, Ronald Sutherland. Joan of Arc
- Heimann, Nora (2005). Joan of Arc in French Art and Culture (1700–1855): From Satire to Sanctity. Aldershot: Ashgate. ISBN 0-7546-5085-5
- Heimann, Nora; Coyle, Laura (2006). Joan of Arc: Her Image in France and America. Washington, DC: Corcoran Gallery of Art in association with D Giles Limited. ISBN 1-904832-19-9
- Le Brun de Charmettes, Philippe-Alexandre (1817) (French). Histoire de Jeanne d`Arc. Paris: ED. Artus Bertrand. OCLC 8443774
- Le Brun de Charmettes, Philippe-Alexandre (1821). Smith, Audin. ed (French). L`ORLEANIDE,POEME NATIONAL EN VINGT-HUIT CHANTS. Paris
- Le procès de condamnation et le procès de réhabilitation de Jeanne d'Arc. L'histoire en appel.. trans. Oursel, Raymond. Paris: Éditions Denoël. (1959). OCLC 1823703
- Meltzer, Francoise (2001). For Fear of the Fire: Joan of Arc and the Limits of Subjectivity. Chicago: University of Chicago Press. ISBN 0-226-51982-1. OCLC 46240234
- Pernoud, Régine (1955). The Retrial of Joan of Arc; The Evidence at the Trial For Her Rehabilitation 1450–1456. trans. J.M. Cohen. New York: Harcourt, Brace and Company. OCLC 1338471
- Pernoud, Régine (1994). Joan of Arc By Herself and Her Witnesses. trans. E. Hymans. London: Scarborough House. ISBN 0-8128-1260-3. OCLC 31535658
- Pernoud, Régine (1995) (French). Jeanne d'Arc: La Reconquête de la France. Gallimard. ISBN 2-07-040230-4. OCLC 39883861
- Pernoud, Régine; Clin, Marie-Véronique (1999). Joan of Arc: Her Story. trans. Jeremy Duquesnay Adams. New York: St. Martin's Griffin. ISBN 0-312-22730-2. OCLC 39890535
- Quicherat, Jules-Étienne-Joseph, ed (1965) [1841–1849] (French). Procès de condamnation et de réhabilitation de Jeanne d'Arc dite la Pucelle. Publiés pour la première fois d'après les manuscrits de la Bibliothèque nationale, suivis de tous les documents historiques qu'on a pu réunir et accompagnés de notes et d'éclaircissements.. 1–5. New York: Johnson. OCLC 728420
- Richey, Stephen W. (2003). Joan of Arc: The Warrior Saint. Westport, CT: Praeger. ISBN 0-275-98103-7. OCLC 52030963
- Romm F. (2008) (Russian). Загадки Орлеанской девы [Mysteries of The Maid of Orleans]. Moscow: ENAS
- Spoto, Donald (2007). Joan : the mysterious life of a heretic who became a saint. San Francisco: HarperSanFrancisco. ISBN 0-06-081517-5. OCLC 84655969
- The trial of Joan of Arc : being the verbatim report of the proceedings from the Orleans manuscript. trans. Scot, W.S.. London: Folio Society. (1956). OCLC 1182797

歴史書
- Allmand, C. (1988). The Hundred Years War: England and France at War c. 1300 – 1450. Cambridge: Cambridge University Press. ISBN 0-521-31923-4
- Davis, H.W.C. Medieval Europe
- Guizot, François Pierre Guillaume. A Popular History of France from the Earliest Times. 3
- Haaren, John Henry; Poland, A.B.. Famous Men of the Middle Ages
- Lacroix, Paul. Manners, Custom and Dress During the Middle Ages and During the Renaissance Period
- Lingard, John. The History of England
- Perroy, Edouard (1965). The Hundred Years War. trans. W.B. Wells. New York: Capricorn Books
- Pollard, A.F.. The History of England: A Study in Political Evolution
- Power, Eileen Edna. Medieval People
- Vauchez, André (1997). Sainthood in the Later Middle Ages. trans. Jean Birrell. Cambridge: Cambridge University Press. ISBN 0-521-44559-0